# Ван Тао (журналист)
Ван Тао (кит. упр. 王韬, пиньинь Wáng Tāo, 10 ноября 1828 — 24 мая 1897) — китайский писатель, переводчик, журналист, каноновед времён династии Цин.
Происходил из семейства провинциального учителя. Получив в 1845 году низшую конфуцианскую степень сюцай, Ван Тао стал сотрудничать с европейскими миссионерами, сочувственно отнёсся к Тайпинскому восстанию, возможно, встречался с одним из его лидеров — Хун Жэньганем, из-за чего власти сочли его неблагонадёжным. Получив убежище в английском консульстве в Шанхае, Ван Тао эмигрировал в Британский Гонконг. В 1862—1873 годах был помощником знаменитого китаеведа Джеймса Легга, посетил вместе с ним Великобританию (1867—1870). На обратном пути в Китай побывал во Франции, в 1879 году посетил Японию. С 1884 года обосновался в Шанхае, где вновь сотрудничал с миссионерскими издательствами. Ассистируя Леггу, Ван Тао занимался комментированием конфуцианских канонов, но его труды по каноноведению остались в рукописях. В 1889 году опубликовал новаторскую работу, в которой провёл привязку событийного ряда «Чунь цю» и «Цзо чжуани» к астрономическим явлениям, прежде всего — солнечным и лунным затмениям.
Ван Тао — один из основоположников журналистики в Китае: с 1873 года издавал в Гонконге одну из первых в Китае частных газет — Сюньхуань жибао. Известен также поэтическим творчеством и путевыми записками, а также эпистолярным наследием, опубликованным между 1882 и 1889 годами в 30 цзюанях. Его сборники новелл, некоторые из которых являлись подражаниями Пу Сунлину, пользовались популярностью до конца XIX века. Являлся одним из первых идеологов Китая, ратовавших за «самоусиление» страны, предложил несколько проектов Ли Хунчжану и Цзэн Гофаню. В конце жизни интересовался реформаторским движением Кан Ювэя и его учеников, публиковал их статьи в своих изданиях.

## Биография

### Становление

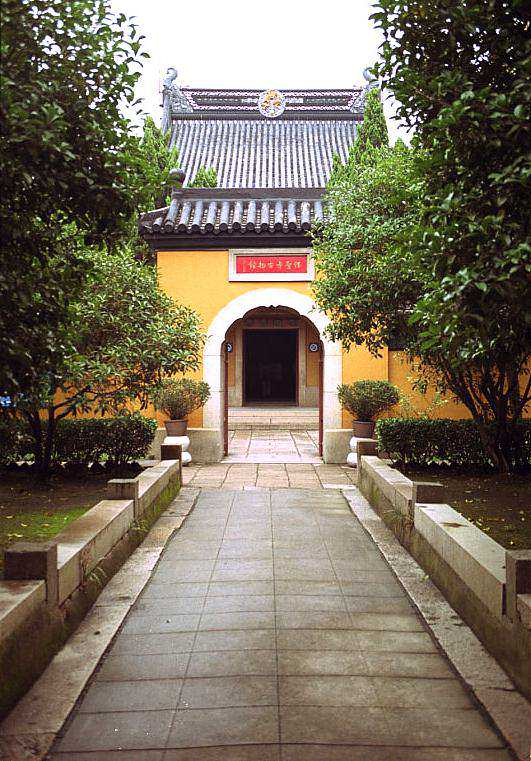
Храм Баошэн в Лучжи

Семейство Ван со времён династии Мин обитало в большой деревне Фули (именуемой также Лучжи) в 40 китайских вёрстах к юго-востоку от Сучжоу. В те времена деревня была разделена между двумя уездами — Куньшань и Юаньхэ. Семья обитала в восточной половине, относящейся к Юаньхэ, в своих стихотворениях и эссе Ван Тао мог именовать себя уроженцем обоих уездов. К моменту его рождения в семье насчитывалось четыре поколения конфуцианских учёных, благодаря тому, что прадед-торговец разбогател и дал своим сыновьям образование. Ван Тао появился на свет в четвёртый день десятой луны 8-го года Даогуан (10 ноября 1828 года). По уверениям сына, его отец — Ван Чангуй — в 9-летнем возрасте выучил наизусть «Тринадцать канонов» и считался самым гениальным учёным во всём родном уезде. Однако бедность помешала карьере чиновника, и Ван Чангуй стал уездным учителем. Его жена — мать Ван Тао — происходила из семейства Чжу и тоже получила классическое образование, что было редкостью в те времена. Перед Ван Тао у его родителей было трое сыновей. Во время эпидемии оспы все трое погибли на протяжении всего 10 дней. Выжила лишь дочь Ван Ин (шестью годами старше Ван Тао), которая затем вышла замуж за торговца. В 1834 году на свет появился и младший брат Личжэнь, но он не демонстрировал никаких наклонностей к учению.
По собственным воспоминаниям Ван Тао, деревня Фули славилась буддийским храмом, в прудах которого росли лотосы; храм был окружён персиковым садом, где устраивалась торжественная церемония встречи Нового года. Обучение Ван Тао начала его мать в трёхлетнем возрасте, она научила его писать иероглифы и читать художественную литературу. В семилетнем возрасте его образованием занялся отец, и сын быстро преуспел в изучении конфуцианских классиков, необходимых для прохождения государственных экзаменов. В 1839 году отец нанялся в богатую семью частным учителем, и Ван Тао сопровождал его вплоть до окончания контракта в 1844 году. Далее отец вернулся в родную деревню и вновь открыл школу, которая располагалась в его собственном доме. В родной деревне 16-летний Ван Тао впервые познал радости вина и женского общества, что особо выделял в автобиографии.
Первую конфуцианскую степень Ван Тао получил по результатам экзаменов 1845 года в уезде Синьян. Сам он утверждал, что удостоился высших почестей, став первым из тринадцати кандидатов, однако Ли Цзифан обнаружил документы уездных экзаменов, из которых следовало, что он занял третье место. В списках он значился под именем Либинь. В 1846 году его определили для продолжения образования к Гу Сину из уезда Юаньхэ, который обладал степенью минцзин («проникший в свет классиков»). В том же году вместе с учителем и отцом он отправился в Нанкин попытать счастья на провинциальных экзаменах, но провалился. Разочарование было столь велико, что он писал в автобиографии, что сжёг свои кисти и записи и зарёкся делать карьеру учёного-чиновника. В предисловии к сборнику любовной лирики, опубликованному в 1878 году в Гонконге, Ван Тао признался, что во время экзаменов оба Вана и Гу Син жили в доме семейства Гун, который располагался посреди «весёлого квартала». В результате юный Ван Тао общался сразу с двумя певичками — Жэнь Суцинь и Мяо Айсян, которые в том году были избраны «цветочными царицами» (то есть победили на конкурсе самых красивых куртизанок). Ли Цзифан не без иронии писал: «Интересно было бы узнать, как юноша 18-ти лет, сопровождаемый отцом и учителем, мог встретить певичек во время сдачи экзаменов!»

### Ван Тао и христианские миссионеры

#### Первый визит в Шанхай

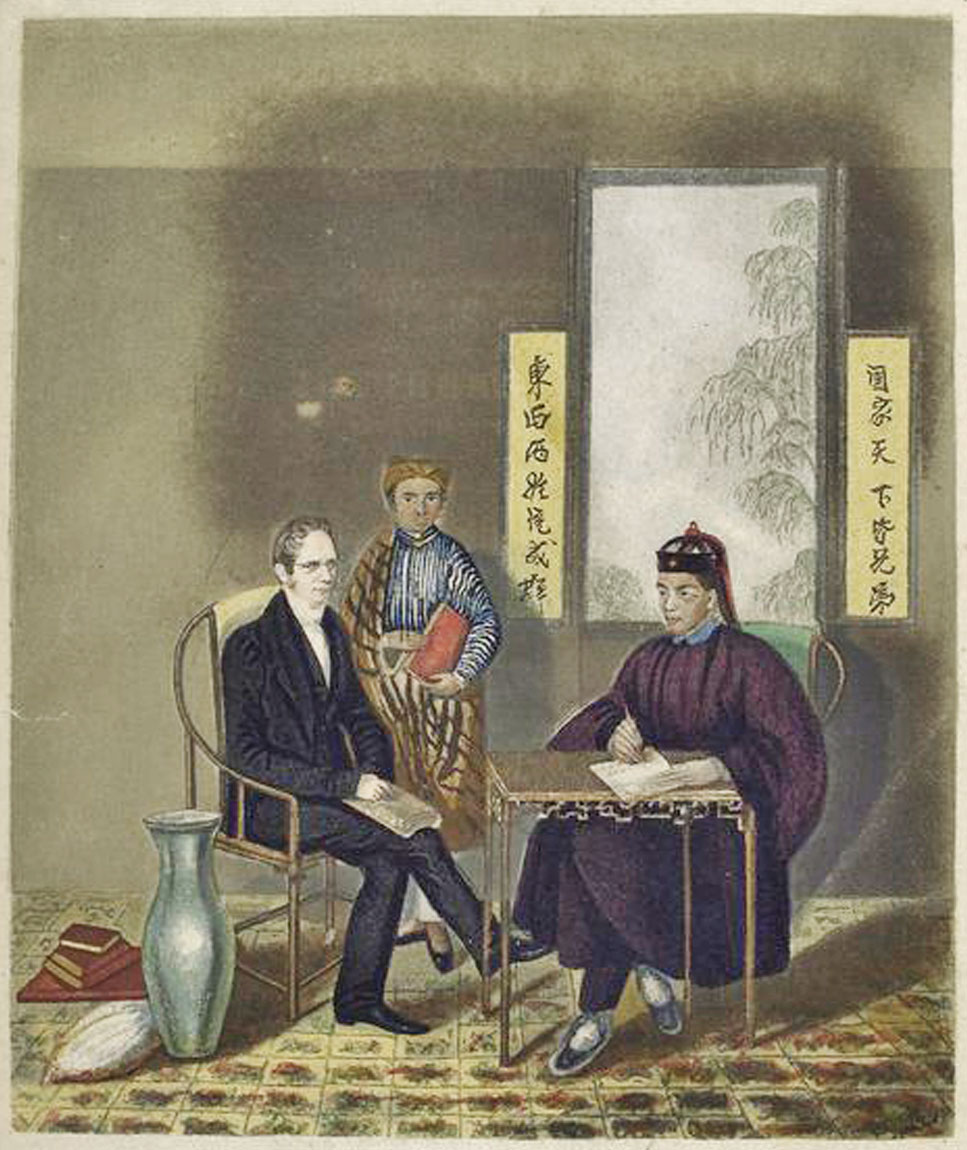
Миссионер У. Медхёрст с китайским секретарём и слугой-малайцем. Портрет из книги: Medhurst, Walter Henry. China: Its State and Prospects. London: John Snow, 1838

Весной 1847 года отец женил 19-летнего Ван Тао на 20-летней Ян Баоай (после замужества носила имя Мэнхэн). Это была младшая сестра Ян Синпу, друга детства Ван Тао, с которым они поддерживали отношения до конца жизни. Через 10 дней после свадьбы Ван Тао бросил жену и уехал к учителю Гу Сину. Однако ему пришлось вернуться: отец перебрался в Шанхай на заработки, и Ван Тао достались его место сельского учителя и ученики в школе. Зимой 1848 года родилась дочь Тао и Баоай — Ван Вань. В феврале 1848 года Ван Тао отправился к отцу и провёл в Шанхае четыре дня. Это навсегда изменило его жизнь, поскольку он встретился с миссионером и издателем Уолтером Генри Медхёрстом. Ван Тао описывал первые впечатления так:

Иностранный учёный Май Доусы (麥都思) в то время был главой издательства Лондонского миссионерского общества и печатал [китайские] книги на станках с подвижным шрифтом. Это было большой новинкой, и я специально навестил его… Меня ввели в комнату, стены которой были уставлены шкафами, полными книг на китайском языке. После того, как я просидел там какое-то время, мне предложили портвейна в стакане и заставили выпить его. Он оказался сладким и был красного цвета; не уступал китайскому вину. Затем мне сыграли иностранную музыку на фортепиано, которую я нашёл по-своему привлекательной. После этого господин Май Доусы повёл меня посмотреть на печатню. Печатный пресс приводился в движение быком и мог производить несколько тысяч оттисков в день…
Эти воспоминания увидели свет на закате дней Ван Тао. В стихотворении, написанном непосредственно во время поездки в Шанхай, он осуждал великое множество «варваров», скопившихся в городе, бичевал маньчжурское правительство, проводящее политику «умиротворения», и призывал укреплять береговую оборону. Комментируя это несоответствие, П. Коэн отмечал, что Ван Тао был способен «одновременно проживать множество интеллектуальных, социальных и эмоциональных жизней», произвольно переключаясь между ними. Отчасти его состояние способен прояснить дневник Хуасюй шилу («Правдивые записи о моих мечтаниях»), который он вёл между 17 и 20-ю годами. Его содержание свидетельствует, что своё будущее Ван Тао в то время едва ли представлял.
Весна 1849 года оказалась катастрофической для семьи Ван Тао: сначала пришли известия из Шанхая о смерти отца. Это, кроме всего прочего, означало, что на старшего сына падает ответственность за содержание матери, младшего брата и жены с малолетней дочерью. Практически сразу Лучжи оказался опустошён катастрофическим наводнением. Лишившись дома, Ван Тао тяжело заболел. Примечательно, что Медхёрст, очевидно, был в курсе его жизненных обстоятельств, поскольку сразу предложил ему место редактора в миссионерской типографии. После долгих колебаний в октябре 1849 года Ван Тао перебрался в Шанхай, оставив семейство на разорённой малой родине. В честь крутого поворота жизни он принял новое имя — Ван Хань (王瀚, «Безбрежный») — и прозвище Ланьцзинь (懒今, «Расслабленный ныне»).

#### Лондонское миссионерское общество

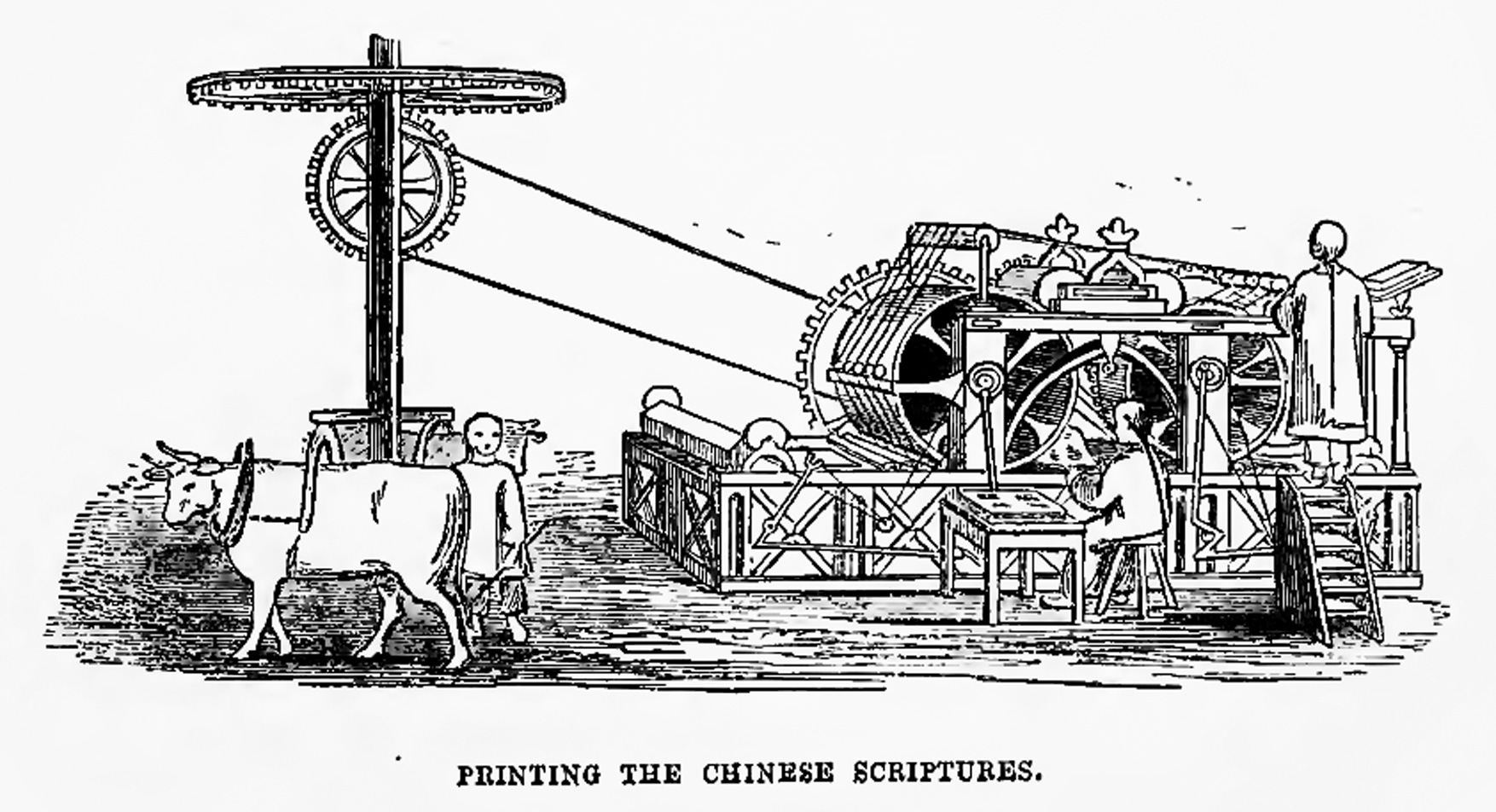
Печатный станок типографии Лондонского миссионерского общества

После переезда в Шанхай жизненные обстоятельства Ван Тао оставались нелёгкими. Его жалованье составляло около 200 лянов в год, поэтому пришлось снимать дом на северной окраине города рядом с кладбищем. Относительно быстро он нашёл более подходящее жилище и смог навестить семью на китайский Новый год (традиционно такой визит длился 10 дней). Работа также не приносила радости: миссионеры взяли его справщиком для подготовки нового перевода Библии — так называемой «Версии делегатов». В письме своему дяде по материнской линии Ван Тао жаловался, что миссионеры «убивали китайский язык», так что даже если бы «Конфуций вновь явился в этот мир, то не смог бы ничего исправить». По мнению П. Коэна, Ван Тао также страдал оттого, что, будучи конфуциански образованным человеком, был вынужден работать на «варваров». В те времена к таким людям в цинском обществе относились с подозрением, граничащим с презрением. Главным обстоятельством, которое привлекало Ван Тао, оставалось жалованье — оно выплачивалось регулярно, вдобавок сумма превышала доходы деревенского учителя. Доверительные отношения сложились и с Медхёрстом; после его кончины Ван Тао сообщил одному из друзей, что это был единственный иностранец, с которым он мог искренне обмениваться мыслями и чувствами. Постепенно сложился и круг друзей-интеллектуалов, который в традиционном обществе Китая обеспечивал психологическую разрядку и способствовал личностному росту. Сохранились дневники Ван Тао за 1852—1855 годы, в которых он чрезвычайно откровенно писал о своих занятиях, включая посещения борделей.
Друзья Ван Тао в основном были такими же, как и он, образованными провинциалами, желавшими устроить жизнь в Шанхае, но старше его по возрасту. Ближайшими из них стали Ли Шаньлань (1810—1882) и Цзян Тунфу (1808—1867), их компанию так и прозвали «Три друга из Шанхая» (кит. трад. 上海三友, пиньинь shànghǎi sānyǒu). Цзян славился эксцентричным поведением, слыл вундеркиндом и провёл молодость в буддийском монастыре. Блестяще сдав уездные экзамены, он увлёкся опиумом и растратил всё семейное достояние на наркотики. После этого он нашёл себе работу у миссионеров, помогал Уильяму Мьюирхеду в переводе «Истории Великобритании». Также он занимался поэзией и прозой, но его произведения были опубликованы посмертно. Характерно, что он был скрытым антихристианином, и его пропагандистские статьи активно использовались властями ещё в конце XIX века. Земляк Ван Тао — Ли Шаньлань — увлекался математикой и в 1846 году опубликовал книгу о логарифмах, о которой миссионер А. Уайли отозвался, что «во времена Непера этого было бы достаточно, чтобы признать его вклад в науку». Ли помогал миссионерам переводить Евклида, Гершеля и других. Затем он сделал карьеру в свите Цзэн Гофаня и перешёл в штат Училища иностранных языков в Пекине. Позднее Ван Тао близко сошёлся с Гун Чэнем, родившимся в 1817 году. Это был сын известного китайского учёного Гун Цзычжэня.
Семейные обстоятельства Ван Тао были запутанными. В 1850 году он предложил своей семье (матери, жене и брату) перебираться в Шанхай. Однако его тесть забрал жену обратно в семейство Ян, и она переехала в Шанхай только в сентябре. Всего через 10 дней она скончалась от болезни. Несмотря на сложные отношения и договорный характер брака, Ван Тао искренне скорбел. Затем он ушёл в загул и среди друзей приобрёл славу регулярного клиента проституток. В 1852 году Ван Тао женился во второй раз на 16-летней Линьлин — приёмной дочери Лянь Цяньцзиня, известного в Шанхае литератора. Он дал ей имя Хуайхэн в память о первой жене.

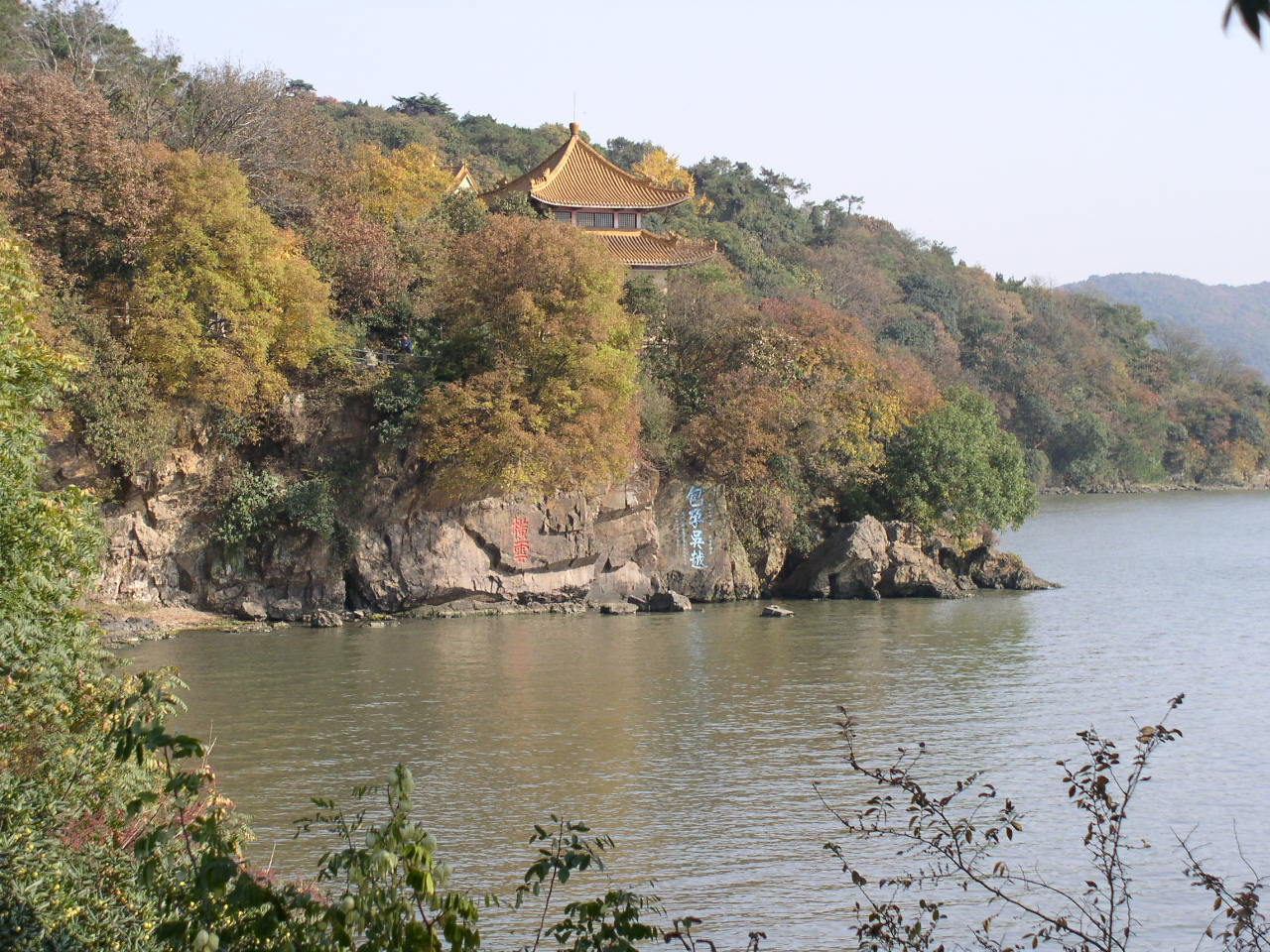
Побережье озера Тайху в Уси. Фото 2004 года

В первой половине 1850-х годов Ван Тао, по-видимому, ещё не связывал свою жизнь с Лондонским миссионерским обществом. Он не оставлял идеи подготовиться к экзаменам и занять должность учёного-чиновника. Друзья поощряли его занятия изящной словесностью в традиционном стиле. Около 1852 года он познакомился с обладателем степени минцзина Цзян Цзяпэном и стал заниматься с ним восьмичленными сочинениями. В 1853 году Нанкин был захвачен тайпинами и стал столицей их государства. Истинное значение этих событий для судьбы Ван Тао стало очевидным намного позднее, а в тот момент он составил сборник легкомысленных стихотворений, в которых скорбел о гибели весёлых кварталов и домов, где собирались певички. Округа Сучжоу и родные места Ван Тао не были затронуты восстанием; летом 1853 года он болел, но это не помешало писать книгу эссе о современном ему Шанхае. С Медхёрстом и Уильямом Мьюирхедом Ван Тао в октябре 1854 года совершил путешествие на озеро Тайху, которое заняло 6 дней. Для охраны двух англичан местные власти выделили стражников, отношения с которыми сложились удачно: на прощание офицер подарил путешественникам сотню плодов хурмы.

#### Ван Тао и христианство

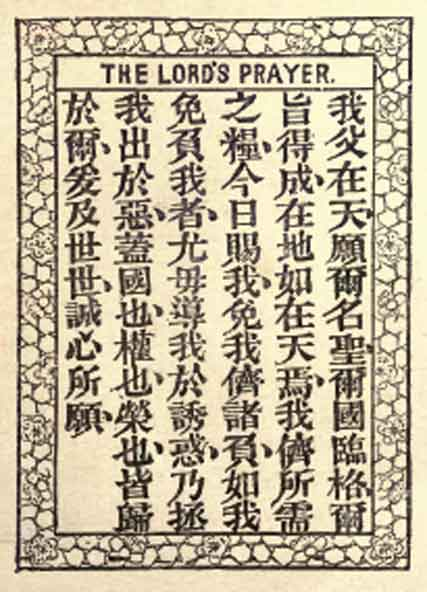
Молитва Господня на китайском языке. 1889

Вопрос о том, когда Ван Тао обратился в христианство и каково было его отношение к этому вероучению, является чрезвычайно сложным. Отчасти это происходит от недостатка источников: не сохранились переписка и дневники за период с весны 1853 по осень 1854 года. Записи от 15 октября 1854 до 1 апреля 1855 года свидетельствуют, что Ван Тао, не отказываясь от своей обычной жизни, общался с миссионерами, слушал проповеди, читал Библию, участвовал в богослужениях, то есть являлся практикующим христианином. В протоколах Лондонского миссионерского общества сохранилась запись о его крещении 26 августа 1854 года. Однако в собственных трудах Ван Тао, как опубликованных, так и частных, не содержится ни малейшего намёка на это событие. Более того, сопоставление текстов, адресованных Джеймсу Леггу в 1870-е годы, свидетельствует, что из печатных вариантов Ван Тао вымарывал любые намёки, которые бы позволили понять, что он является христианином. Всю оставшуюся жизнь он общался с миссионерами-протестантами и публично высказывался о преимуществах протестантизма над католицизмом. Однажды он назвал Иисуса Христа «одним из великих людей Запада, который дал западным обитателям их знание о Дао». В конце жизни он явно отошёл от миссионеров, начал критиковать их деятельность и последовательно утверждал, что совершенное знание Дао было лишь у Конфуция. Возможно, что в конце жизни он вообще отпал от церкви, поскольку последние свидетельства его христианской активности относятся к 1873 году, то есть до окончания работы с Леггом. П. Коэн, впрочем, утверждал, что Ван Тао может быть характеризован как человек, религия в жизни которого играла большое место, и который всегда интересовался этими вопросами. Естественно, что характер работы в миссионерской типографии являлся первичным импульсом к этим интересам.
Миссионеры приняли решение осуществить новый библейский перевод на китайский язык в 1843 году, а непосредственную работу вёл комитет из пяти человек, возглавляемый Медхёрстом, прямо у него на дому в Шанхае. Переводчики работали ежедневно, начиная с июня 1847 года. Работа над Новым Заветом была завершена в июле 1850 года, а над Ветхим Заветом — в 1853 году. Именно это издание сделалось самым распространённым в XIX веке, только к 1859 году выдержав 11 перепечаток, и использовалось ещё в 1920-е годы. На миссионерской конференции 1890 года был отмечен литературный стиль перевода, глубоко адаптированный для восприятия образованными китайцами. П. Коэн, основываясь на косвенных данных, даже предполагал, что в последнем была большая заслуга Ван Тао. Во всяком случае, точно известно, что Медхёрст прислушивался к его мнению, а в редакторский коллектив китайский учёный поступил примерно за 9 месяцев до завершения проекта, то есть у него было достаточно времени, по крайней мере, для стилистической правки. В 1855 году Ван Тао было поручено переписать религиозные гимны, переведённые Обществом, «чтобы их форма не была отвратительна для ушей даже самого изысканного поэтического гения». Большую роль сыграло и личностное обаяние миссионеров, с которыми он общался ежедневно. Миссионеры не настаивали на крещении своих китайских сотрудников, но с позиции китайских представлений о лояльности и долге хотя бы сдержанный интерес к религии работодателя подразумевался. Кроме того, христианство и элементы западной культуры «освобождали» Ван Тао и его друзей от многих традиционных запретов

### Ван Тао и тайпины

#### Военный советник цинских властей
Мать и брат Ван Тао после смерти его жены, по-видимому, перебрались обратно в Фули; во всяком случае, это следует из немногих сохранившихся писем. Родные места Ван Тао навестил на китайский Новый год в феврале 1855 года. Весной скончались его кузен и племянник, после чего Ван Тао почти ежедневно пьянствовал с Ли Шаньланем и Цзян Тунфу. Это, однако, привело и к серьёзному поэтическому творчеству. Решающим для дальнейшей судьбы молодого человека стал 1856 год, когда Медхёрст собрался в отставку и готовился возвратиться в Англию. Ван Тао посвятил ему два прощальных стихотворения, воспевающих почти 8-летнюю дружбу. Он был потрясён, узнав, что Медхёрст скончался всего через 3 дня после прибытия в Лондон. Потеряв старшего наставника и друга, Ван Тао решился участвовать в экзаменах 1856 года в Куньшане, но вновь потерпел неудачу. После пережитого он заработал язву на ноге, которую в 1857 году прооперировал британский хирург-миссионер Бенджамин Хобсон. Исчерпав средства к существованию, с 1858 года Ван Тао вновь вернулся в издательство. В тот год, под впечатлением Тяньцзиньского договора, Ван Тао написал меморандум губернатору Цзянсу Сюй Южэню (слывшему знатоком математики), в котором предсказывал, что цинское правительство нарушит условия трактата, и предлагал свои услуги как знатока Запада. Во втором меморандуме он рекомендовал поддерживать с западными государствами ровные отношения. Оба меморандума были замечены, Ван Тао получил вежливо-нейтральные ответы из секретариата. Та же история повторялась в 1859 и 1860 годах. Губернатор покончил с собой 2 июня 1860 года после взятия Сучжоу тайпинами.

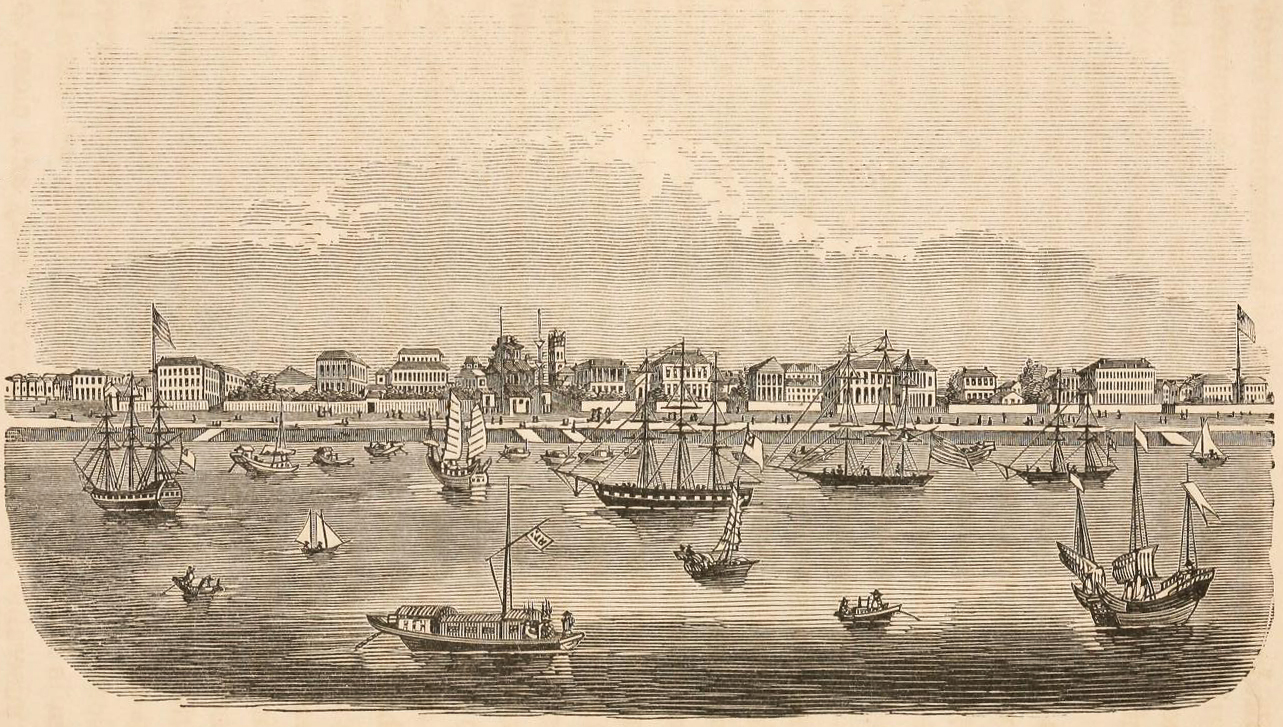
Иностранный сеттльмент в Шанхае, 1864

Наступление тайпинов на окрестности Шанхая зимой 1860 года вызвало в городе панику. Пекинские власти позволили создать англо-французскую бригаду для обороны города, однако в августе и западные войска были разгромлены. Главнокомандующий мятежников Ли Сючэн готовился штурмовать главные городские врата и был остановлен в самый последний момент. Ван Тао в этих условиях отправил новый меморандум «Десять скромных замечаний», дополнение к нему, также в 10 пунктах, и 14 предложений относительно тайпинов. Он писал, что Шанхай беззащитен перед повстанцами. Поэтому следовало их умиротворить, а тех, кто подчинился тайпинам из страха, помиловать. Далее он рекомендовал создать профессиональную армию, обученную западными инструкторами, причём такой армии следовало выплачивать большое жалованье. Примечательно, что в 1860 году Ван Тао был принят на службу и получил звание офицера ополчения (дубань туаньлянь), но какое он принимал участие в реальных боевых действиях — неизвестно. Единственным предложением, действительно принятым властями, была рекомендация нанять китайских добровольцев под началом европейских офицеров. Они образовали так называемую «Всепобеждающую армию».
В тот период Ван Тао познакомился с Чжао Левэнем, талантливым уроженцем Цзянсу, который после трёхкратного провала на государственных экзаменах, в 21 год, был прикреплён неофициальным секретарём к Цзэн Гофаню. В 1861 году Ван и Чжао даже стали побратимами. Это позволило передать Цзэн Гофаню меморандум, написанный Ван Тао, в котором он предлагал план возвращения стратегического господства в Цзянсу и Чжэцзяне.

#### Поездка в Нанкин и обвинение
Дальнейшие события чрезвычайно противоречиво описывались и оценивались современниками и последующими исследователями. По наиболее крайней версии, Ван Тао вступил в ряды тайпинов, переписывался с их полководцем Лю Чжаоцзюнем и даже участвовал в государственных экзаменах, устроенных этим повстанческим государством, получив прозвище «Длинноволосый кандидат» (кит. трад. 長毛狀元, пиньинь chángmáo zhuàngyuan). Впоследствии Ван Тао категорически отрицал подобные заявления. В дневнике Чжао Левэня Ван Тао упоминался почти ежедневно, но с 26 февраля по 11 апреля 1861 года исчезает на 43 дня. Далее кратко описано, что он посещал Нанкин, Сучжоу и Ханькоу, причём в сопровождении неких иностранцев. Используемая терминология указывает, что это были военные, а не миссионеры. Встречал делегацию сын Хун Жэньганя — одного из высших руководителей повстанцев, что явно свидетельствует об официальном характере миссии. Встреча, вероятно, состоялась 18 марта, поскольку Ван Тао в своём рассказе упоминал падение Хуанчжоу, произошедшее именно в тот день. Несмотря на то, что в собственных сохранившихся записях Ван Тао нет никаких свидетельств, Ло Эрган в истории тайпинской революции указывал, что даты совпадают для миссии английского адмирала Хоупа и военно-морского атташе Паркса. Ван Тао упоминал в собственном дневнике об апрельской поездке в Нанкин с миссионером Джозефом Эдкинсом. В отчёте упоминается сопровождавший миссию китаец, который в Сучжоу подружился с губернатором Лю Чжаоцзюнем. Кроме того, в 1854 году двоюродный брат главы тайпинов — Хун Жэньгань — несколько месяцев прожил у Медхёрста в Шанхае, из чего П. Коэн делал вывод, что Ван Тао не мог не быть знаком с ним.
Судя по собственным свидетельствам, в конце 1861 года Ван Тао вернулся в родную деревню, чтобы повидать хворую мать. К тому времени Фули был занят тайпинами, а далее необычайно суровая погода помешала ему вернуться в Шанхай — канал между Сучжоу и морским портом замёрз на 20 дней. В результате Ван Тао провёл вне Шанхая почти три месяца. После одного из сражений апреля 1862 года в руки карателей попал примечательный меморандум, адресованный тайпинскому губернатору Сучжоу Лю Чжаоцзюню. Он подписан жителем уезда Сучжоу Хуан Ваном и датирован 3 февраля 1862 года. Автор документа показывал отличное знание оперативной обстановки и настроений в Шанхае, а поскольку ряд обстоятельств прямо указывал на Ван Тао (упоминалась мать и жена, сопровождавшие его), цинские власти немедленно начали расследование. К тому времени он сам объявился в городе и был немедленно приглашён У. Мьюирхедом в издательство. На всякий случай миссионеры заручились охранной грамотой от военного губернатора Шанхая, однако 23 мая 1862 года Ван Тао попытались схватить, после чего он укрылся в британском консульстве. Консулом в тот период был Уолтер Генри Медхёрст-младший (1823—1885) — сын первого работодателя Ван Тао, который был лично в нём заинтересован. Далее последовала долгая переписка между британским посольством в Пекине и Цзунли ямэнем, а сам Ван Тао укрывался в консульстве в течение 135 дней. Два письма с требованием о его выдаче направил лично князь Гун. Поскольку к 4 октября дело так и не было урегулировано, Ван Тао отправился на британском пароходе в Гонконг, покинув Шанхай почти на два десятилетия. Незадолго до этого умерла его мать, как писал сам Ван Тао — «от горя и уныния», поскольку её сыну угрожала смертная казнь.

#### Возможность сотрудничества Ван Тао с тайпинами

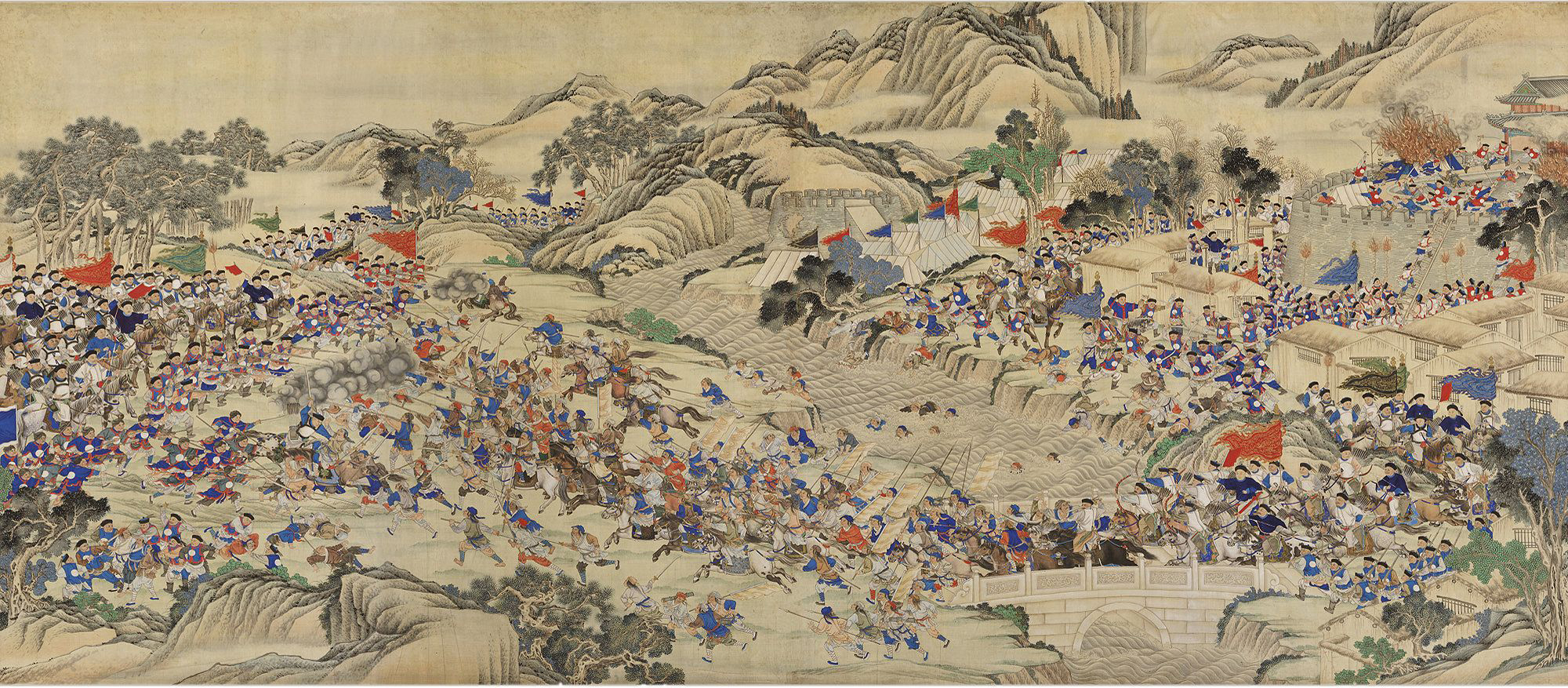
Взятие правительственными войсками Жуйчжоу. Картина 1886 года

П. Коэн, проанализировавший обстоятельства дела, был склонен доверять собственным показаниям Ван Тао, подробно изложенными в письме Дж. Леггу. Ван категорически отрицал всякую связь с повстанцами и настаивал, что посещал Нанкин и Сучжоу совершенно легально, в составе британских миссий, продвигая интересы цинского правительства. Своё общение с тайпинскими чиновниками он объяснял тем, что это были его давние знакомые и земляки, насильственно взятые на службу мятежниками. В то же время оригинал письма Хуан Вана сохранился, в 1933 году был факсимильно опубликован и подвергнут детальному анализу рядом китайских учёных, в том числе Ло Эрганом и Ху Ши. Почерк и характерный стиль, а также автобиографические детали однозначно указывали на Ван Тао. Китайские исследователи замечали, что на измену (которая по цинским законам каралась с чрезвычайной суровостью) Ван Тао могли толкнуть семейные обстоятельства: на оккупированной территории находилась вся его семья — мать, жена и две малолетние дочери. Ло Эрган, напротив, предположил, что Ван Тао мог выступать как британский агент, чьим заданием было отвести от Шанхая тайпинскую угрозу, сохранив позиции британских и французских купцов. Китайский исследователь в книге 1955 года использовал чрезвычайно экспрессивную лексику: Ван Тао — «гончая на службе агрессоров». Ли Цзифан в своей диссертации отмечал, что самым слабым местом во всей полемике о вероятном сотрудничестве Ван Тао с тайпинами является полное отсутствие внятных доказательств со стороны обвинения.
Ли Цзифан же провёл отдельное исследование возможного участия Ван Тао в тайпинских государственных экзаменах. Впервые об этом написал Ло Дуньюн в опубликованной в 1913 году книге «Записки о военных делах Тайпинского небесного государства». Там утверждалось, что сразу после захвата Нанкина тайпины провели собственные государственные экзамены, в которых принимало участие 20 000 кандидатов. Ван Тао якобы оказался лучшим из всех и был удостоен титула чжуанъюаня. В 1930-е годы вышло ещё несколько публикаций, в том числе мемуары сына одного из сотрудников газеты, издаваемой Ван Тао, который также описывал данный факт. Однако если рассмотреть время проведения «Небесных экзаменов», окажется, что Ван Тао ни разу не мог оказаться в Нанкине, пока шли испытания. Если предположить, что Ван Тао сдавал экзамены в период 1853—1856 годов, крайне маловероятно, что он не остался бы у тайпинов на службе, получив заметно более значимое место, чем редактор в миссионерском издательстве. Нет ни одного свидетельства от родственников, друзей или недругов Ван Тао в Цзянсу — то есть из мест, где разворачивались эти события. Все легенды о тайпинской учёной степени Ван Тао происходили из Гонконга и распространялись в поздние годы его жизни. Вероятно, что прозвище «Длинноволосый кандидат» иронически намекало на обвинения Ван Тао в сотрудничестве с тайпинами и более ни о чём не свидетельствовало.

### Ван Тао и Джеймс Легг

#### Гонконг
Ван ступил на землю Гонконга 11 октября 1862 года и немедленно изменил своё имя на Тао («Скрывшийся»), под которым остался в истории. Вторая жена и дети воссоединились с ним зимой того же года. Жизнь первое время казалась невыносимой: по собственным воспоминаниям, отвращение у него вызывали непонятный местный диалект, гонконгская кухня, факт, что женщины не бинтовали ног, и т. д. Первое время он почти безвылазно сидел в своей комнате и начал выходить из депрессии, когда друзья переслали из Шанхая книги и рукописи. Получил он и возможность ездить в Гуанчжоу, который впервые посетил в ноябре 1863 года. Сложился также новый круг интеллигентного общения, в который входил миссионер Джон Чалмерс, а также Хун Шивэй, много лет спустя ставший помощником Ван Тао в издаваемой им газете.

#### Перевод «Китайских классиков»

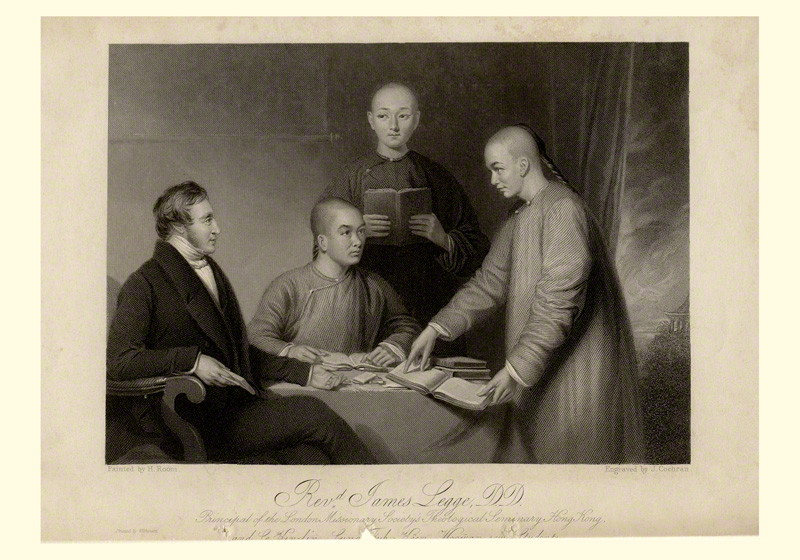
Джеймс Легг работает над переводами с китайскими секретарями. Литография из книги: Helen E. Legge. James Legge: Missionary and Scholar, London: The Religious Tract Society, 1905, p. 52.

Факт, что Ван Тао проработал в Лондонском миссионерском обществе 13 лет подряд, позволил стать ассистентом Джеймса Легга в его переводческих трудах. Вероятно, рекомендации дали У. Мьюирхед и Медхёрст-младший. К тому времени Легг (на средства Джозефа Джардина) опубликовал два тома «Китайских классиков»: в первый — 1861 года — вошли «Да сюэ», «Чжун юн» и «Лунь юй»; во второй — вышедший ко времени прибытия Ван Тао — «Мэн-цзы». При участии Ван Тао к 1873 году вышли ещё пять томов. Позднее он писал:

Кто мог бы вообразить, что Дао-путь Востока будет передан на Запад?! В будущем непременно осуществится речение Чжун юна [о мировом воссоединении].
Легг поначалу показался Ван Тао суровым и неприступным, однако они быстро поняли друг друга. Шотландец оказался настолько терпимым, что во имя успешной работы закрывал глаза на пороки и недостатки своего помощника, которые, по словам П. Коэна, для христианина-викторианца были весьма значительны. Ван Тао, получив классическое образование, не принадлежал ни к одной из конфуцианских школ XIX века, заимствуя из них (по его мнению) лучшее. Этот эклектизм разделял и Легг, что отразилось в переводе и комментариях к нему. По воспоминаниям Ван Тао, работая над текстами конфуцианского канона, Легг всегда подробно изучал комментарии ханьской эпохи (Кун Аньго и Чжэн Сюаня) и сопоставлял их с суждениями сунских неоконфуцианцев — братьев Чэн и Чжу Си. Вместе с Ван Тао Легг приступил к подготовке перевода «Шу цзина». В предисловии к нему, датированном 12 июля 1865 года, Легг указывал, что «вклад Ван Тао» был значительным, «он преуспел в классиках едва ли не больше, чем кто-либо из его соотечественников, которых только знал автор… [Ван Тао] предоставил все сокровища своей большой и хорошо подобранной библиотеки… и не только помог разъяснениями, но и оживил процесс работы». Содержательную часть к комментариям вплоть до последнего тома готовил именно Ван Тао, причём по просьбе Легга он отбирал нестандартные комментарии китайских учёных, неизвестных исследователям Запада. В одном из писем Легг даже описывал стоимость работы: к 1871 году расходы достигали около 105 долларов в месяц, причём 20 из них составляло жалованье «доктора Вонга, моего дорогого помощника». Комментарии Ван Тао составили целую эпоху в китайском каноноведении (по определению Джозефа Левенсона): находясь в Европе, в конце 1860-х годов он для перепроверки хронологии летописи «Чунь цю» при помощи миссионера Джона Чалмерса взялся пересчитать календарные даты и привязать их к солнечным и лунным затмениям, используя научный аппарат западной математики и астрономии. Однако ко времени, когда Легг занялся переводом «И-цзина» в 1877 году, Ван Тао уже начал собственные издательские проекты и от работы отказался.

### Путешествие в Европу

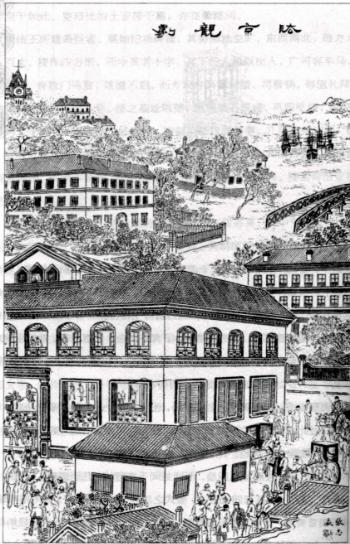
Париж. Иллюстрация из путевых записок Ван Тао 《漫游随录图记》

Работа над переводами с Леггом для Ван Тао прервалась в начале 1867 года, когда миссионер должен был по своим делам возвратиться в Шотландию. Перед отправлением Легг предложил Ван Тао поехать в Великобританию для продолжения издания «Китайских классиков». Приглашение от миссионера пришло в декабре того же 1867 года. Ван Тао в сопровождении двух европейских знакомых (француза-врача и моряка-немца), владеющих китайским языком, отправился из Гонконга пароходом 15 декабря. Несмотря на то, что он страдал от морской болезни, Ван Тао получил множество впечатлений. В Сингапуре и Пенанге он встретил старых друзей и впервые за долгое время смог попробовать настоящую шанхайскую кухню, что неукоснительно заносил в путевые записки. Привлекли его также буддийские памятники на Цейлоне, но необразованность монахов повергла его в уныние: они не смогли рассказать ему никаких подробностей об основателе вероучения. В Адене восторг Ван Тао вызвал немецкий женский оркестр, который направлялся на гастроли в Индию. В Суэце Ван Тао впервые в жизни сел на поезд (канал ещё не был прорыт) и отправился в Каир; в этом городе он провёл три дня и посетил пирамиды. Из Александрии китайский учёный проехал в Марсель, но не стал задерживаться в портовом городе. В Париже он остался доволен оказанным приёмом, тем более, что сам Ван Тао был для европейцев «экзотикой» и вызывал любопытство. К тому времени, общаясь с туристами и путешественниками, он приобрёл некоторые навыки разговорного английского языка, хотя так никогда и не овладел им свободно; не смог он одолеть и европейской грамоты.
В Париже китайский путешественник охотно посещал учебные заведения, театры и кафешантаны, побывал на представлении с «волшебным фонарём», описывал общественные парки, библиотеки и музеи. Во время посещения школы для девочек по просьбе учениц он написал и прочитал стихотворение на китайском языке, рукопись которого не найдена. Проведя 11 дней в Париже, Ван Тао перебрался в Лондон, где должен был ожидать Легга. Джеймс Легг не стал сразу везти его в Шотландию, а потратил четыре дня на показ важнейших достопримечательностей Лондона, включая Хрустальный дворец и музей мадам Тюссо (здесь Ван Тао был потрясён образом Линь Цзэсюя). Лондонский магазин фотографических товаров, привлечённый внешностью Ван Тао, предложил сделать его фотопортрет, чтобы поместить в витрину. Китайский учёный согласился и получил 12 отпечатков в качестве гонорара.
Помимо перечисленного, Ван Тао посетил Оксфордский университет и выступал на китайском языке перед студентами-китаистами; предметом лекции были китайско-британские отношения. Ван Тао подчеркнул, что Китай и Британию разделяют 75 000 китайских вёрст суши и моря, поэтому для отношений этих стран не может существовать ничего, кроме мира и дружбы. В адрес студентов Ван Тао выразил пожелание, чтобы они служили королевскому дому и распространению Евангелия, чем принесут много пользы Китаю. Эта сентенция вызвала бурные аплодисменты. Отвечая на один из вопросов о сущности Дао, Ван Тао сообщил, что на Западе распространён Дао-путь Неба, в то время Конфуций учил о Дао человека.

### Шотландия и возвращение в Китай

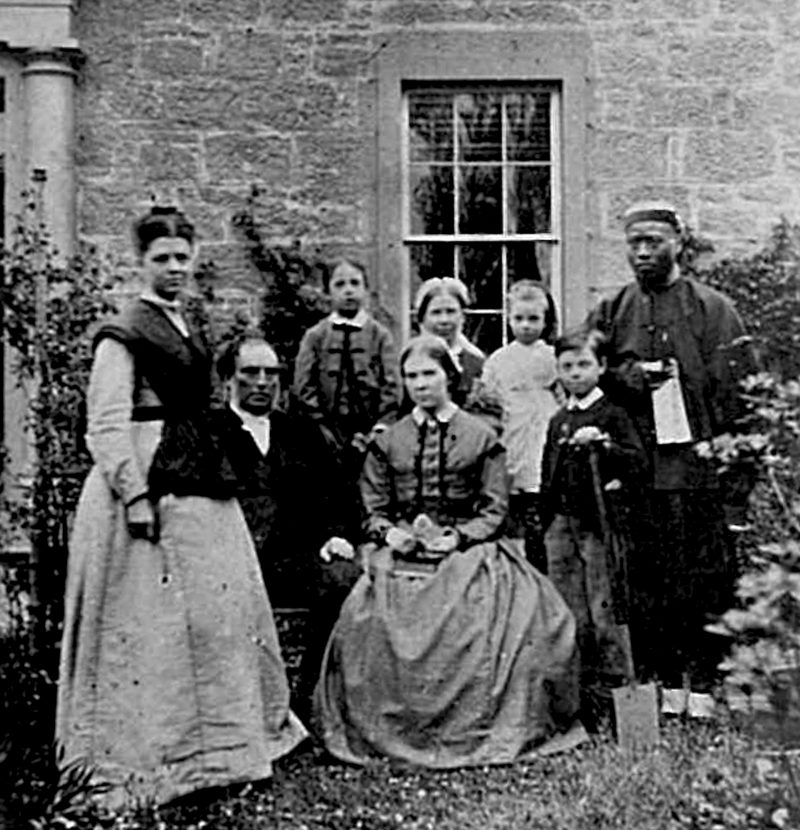
Ван Тао с семейством Леггов в Долларе, 1870 год

Весной 1868 года Ван Тао прибыл в Шотландию, где прожил около двух лет. Бо́льшую часть этого времени он провёл в доме семейства Леггов в Долларе (Клакманнаншир). Именно здесь Ван Тао начал написание комментария к «Чунь цю» и «Цзо чжуани», а после его окончания — комментариев к «Ли цзи» и «Чжоу и». Обычно учёный вёл уединённый образ жизни, но изредка выбирался в различные города Шотландии, где иногда мог видеться со знакомыми. Так, зимой 1868 года в Эдинбурге он мог общаться с Уильямом Мьюирхедом, возвратившимся из Шанхая. Попечители Эдинбургского университета заинтересовались конфуцианским учёным и даже пригласили его на экзамены; о визите Ван Тао писали в газетах. Его также пригласили в суд, чтобы он познакомился с западными юридическими процедурами. В интервью ему был задан вопрос о ксенофобии Цзэн Гофаня и о перспективе британо-китайских отношений. Ван Тао дал чрезвычайно обстоятельный ответ, в котором развеял многие бытовавшие в Британии слухи. Весной 1869 года Ван Тао и Легг побывали в Абердине, где три дня жили в доме Джона Чалмерса, возвратившегося из Гуанчжоу. Навестили они малую родину Легга в Хантли, где их чествовали в течение 10 дней. Местный пастор предложил Ван Тао произнести проповедь в сельской церкви, переводчиком ему служил Легг. Ван Тао заинтересовался одной из частных библиотек и даже написал о ней статью, но она не сохранилась, поскольку не была включена в издание его сочинений. Однако пребывание Ван Тао в Шотландии не было идиллическим: он нередко сталкивался с ксенофобией шотландцев и неоднократно попадал в трагикомические истории, связанные с его китайским происхождением. Ван Тао в Европе не отказался от ношения косы и длиннополых китайских халатов, из-за чего его иногда принимали за женщину.
Как было принято в Китае того времени, Ван Тао не стал брать с собой в Европу семью и отправил жену с дочерьми в Шанхай. В 1868 году его старшая дочь вышла замуж за Цянь Чжэна, который в дальнейшем стал издателем шанхайской газеты «Шунь бао». Жена и младшие дочери переехали к Ван Тао после его возвращения в Гонконг весной 1870 года.
Весной 1870 года закончился отпуск Легга на родине, после чего миссионер и его ассистент стали собираться в Гонконг. В Эдинбурге Ван Тао и Легг в качестве переводчика дали две публичные лекции, посвящённые доктринам Конфуция и Мэн-цзы. Аудитория заинтересовалась китайской поэзией, и Ван Тао прочитал стихотворения Бо Цзюйи и Ли Хуа. Ван Тао в описании своего путешествия писал о чувстве гордости, что явился первым конфуцианцем, который объяснял свою доктрину на Западе. До него лишь двое китайских интеллектуалов посещали Европу. Перед отъездом из Шотландии Ван Тао гостил у родственников супруги Легга, а также побывал у миссис Медхёрст. После переезда в Лондон Ван Тао встречался с родственниками Мьюирхеда и Эдкинса. Его даже попросили исполнить каллиграфические свитки для украшения английского дома, что Ван Тао и исполнил, написав четыре свитка в подражание стилю Танской династии. На прощание Ван Тао оставил в Британии привезённую им из Китая библиотеку в 11 000 цзюаней, но не уточнил, завещал ли её Британской библиотеке или Оксфордскому университету.
Находясь в Шотландии, Ван отправил письмо Станисласу Жюльену — автору известного перевода «Мэн-цзы» на латынь. Они встретились в Париже на обратном пути, причём Ван Тао оказали в доме Жюльена тёплую встречу. Синолог не владел разговорным языком, и они общались письменно, впрочем, возможно, что переводчиком был Легг. Ван Тао предложил французскому китаеведу написать историю Франции на китайском языке и дополнить историю династии Юань историческими источниками, доступными на Западе. Кончина Жюльена помешала их сотрудничеству. В результате «Историю Франции» (Фаго чжилюэ) написал сам Ван Тао и опубликовал в 1871 году в 16 цзюанях, а в издании 1890 года расширил до 24. Огромное впечатление произвела на него франко-прусская война, поэтому он написал отдельный трактат при содействии Чжан Цзунляна, который переводил для Ван Тао материалы английских газет.
В общей сложности пребывание Ван Тао в Европе продолжалось 28 месяцев. Несмотря на тоску по родине, а подчас и подавленность, в общем, он получил огромный запас новых впечатлений и даже свидетельствовал в дневнике, что красоты природы, радости дружбы и литературные занятия почти заставляют забыть, что он находится на чужбине. Обращался он и к художественной литературе, написав три сборника новелл, частью документальных, частью — фантастических, в стиле которых заметно влияние Пу Сунлина. В общем, как заключал П. Коэн, путешествие Ван Тао в страны Запада не изменило его общих взглядов на эту цивилизацию, поскольку его мировоззрение сформировалось ещё в Шанхае и Гонконге. Тем не менее пребывание во Франции и Великобритании дало ему непосредственный опыт реалий западной жизни. Когда в 1870—1880-х годах китайские реформаторы стали ратовать за строительство железных дорог и заводов, один только Ван Тао фактически бывал на производстве и ездил на поездах.

### Ван Тао — журналист

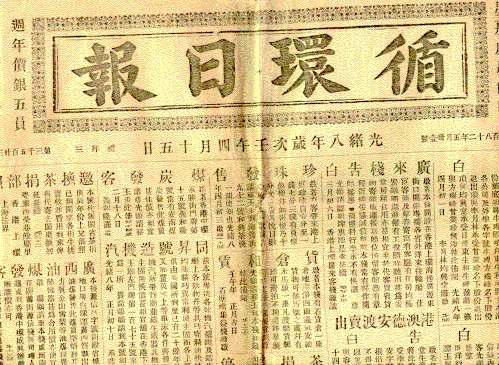
Выпуск газеты Сюньхуань жибао. Гонконг, 1882

Вернувшись в Гонконг, 41-летний Ван Тао не желал довольствоваться ролью ассистента у миссионеров. При этом в силу происхождения и образования он мог в первую очередь рассчитывать на официальную карьеру в империи Цин. Он обратился к своим знакомым чиновникам, и в 1872 году о Ван Тао было доложено Ли Хунчжану. Всесильный министр счёл, что знаток Запада пригодится в Тяньцзиньском арсенале, куда его можно было бы устроить в переводческое бюро. Однако этот план по ряду причин не осуществился. В ожидании назначения Ван Тао продолжал ассистировать Леггу, однако в 1873 году миссионер был приглашён в Оксфордский университет и навсегда покинул Китай. Ван Тао к тому времени устроили в редакцию ежедневной гонконгской газеты Цзиньши хуэйбянь, а вскоре Вану вместе с Хуан Шэном удалось основать собственную типографию. Уезжая, Легг на выгодных условиях продал печатные прессы и наборные кассы London Mission Press, которые использовались для издания его переводов. В 1874 году началось издание Сюньхуань жибао (循环日报) — газеты, которая существовала в Гонконге до 1940-х годов. Вместе с Ваном и Хуаном в предприятии участвовал будущий дипломат У Тинфан; на следующие 11 лет жизни Ван Тао сделался успешным издателем и политическим обозревателем. Его статьи сравнительно быстро сделались известными не только в Китае, но и в Японии. При этом ему удавалось передавать на китайском литературном языке западные понятия и описывать явления, которые ранее были достоянием узкого круга учёных-чиновников, близких к дипломатическим или торговым миссиям.
Сюньхуань жибао стала первой коммерчески успешной китайской газетой, издаваемой самими китайцами. Выходила она ежедневно (кроме воскресенья), причём подписка стоила 5 долларов в год. Материалы делились на три секции: рекламные объявления, коммерческая информация и общий отдел. Коммерческий отдел вдвое превосходил по объёму рекламный, печатаемые здесь биржевые сводки, последние рыночные цены и информация о прибывающих судах и коммерческих грузах были предметом каждодневного спроса у купцов Гонконга, Макао и Кантона. Эти сведения печатались традиционным образом, на китайской бумаге. Благодаря разделу газета всегда была самоокупаемой и даже приносила Ван Тао основную часть его дохода. Это также была первая китайская газета, в которой ежедневно появлялась передовая статья — луньшо. Общий раздел печатался на иностранной бумаге другого формата и составлял примерно треть от объёма выпуска. Здесь печатались материалы трёх видов: во-первых, выдержки из «Пекинской газеты»; во-вторых, местные новости Гуанчжоу и Гуандуна; в-третьих, новости из других провинций и перепечатки из гонконгской прессы о событиях в мире. Кроме того, Ван Тао не остановился на достигнутом и был готов экспериментировать. На втором году издания он добавил приложение (с подписной ценой доллар в год), в котором лучшие статьи печатались в книжке карманного формата (на базе принадлежавшего Ван Тао издательства «Чжунхуа иньу шуцзюй»). Однако продажи этого выпуска были невелики, и редакция от него отказалась. С 1878 года свежие выпуски стали готовить к вечеру, что давало 12-часовое преимущество перед конкурирующими изданиями. Однако из-за примитивных средств сообщения — тираж перевозили в Гуанчжоу и Аомынь лодками — доставлять вечернее издание большинству подписчиков оказалось слишком накладно, и с 1882 года издание вновь стало выпускаться утром.
С 1877 года Ван Тао тесно сошёлся с дипломатами, такими как Го Сунтао, Чэнь Ланьпинь, Хэ Жучжан и другие. Хотя Ван Тао не занимал официальных постов, Цинская империя стала в эти годы создавать постоянные дипломатические представительства в США и Европе, поэтому его услуги как консультанта по реалиям западной цивилизации были весьма востребованы. В 1875—1878 годах Ван Тао опубликовал в Гонконге и Шанхае по меньшей мере пять написанных им книг, не считая собрания сочинений 1883 года, включающего его ранние эссе и газетные статьи. Чтобы разгрузить себя, в 1876 года Ван Тао нанял в газету ассистента — Хун Шивэя, уроженца Гуанчжоу. Ему доверили даже писать предисловия к собраниям сочинений самого Вана.
Воссоединившись с семьёй, в 1877 году 49-летний Ван Тао взял наложницу, поскольку всё ещё не имел наследника. Наложница, однако, не принесла ни сына, ни дочери, а общаться с куртизанками Ван Тао строго запрещала жена. Даже если его приглашали друзья, супруга всегда посылала с Ван Тао слугу, чтобы тот не позволял ему напиваться и вёл домой после наступления десятого часа вечера. Журналист в результате приобрёл репутацию подкаблучника.

### Путешествие в Японию

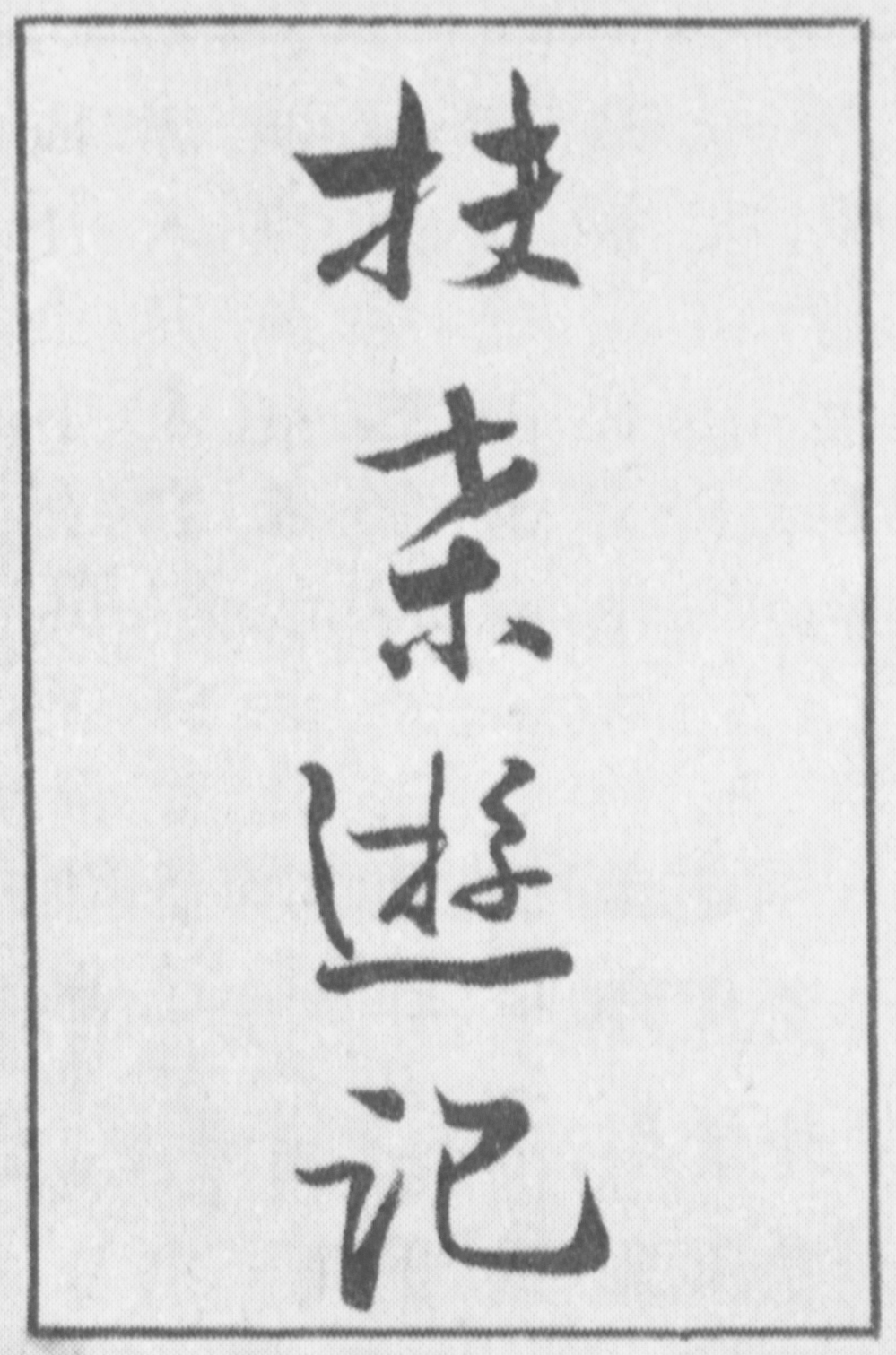
Титульный лист «Путешествия в Японию» с каллиграфией Ван Тао

Весной 1879 года Ван Тао после 17-летнего перерыва вернулся в Шанхай. Его старшая дочь скончалась в предыдущем году, но вдовый зять Цзянь Чжэн принял его сердечно и почтительно. Оттуда Ван Тао отправился на родину предков в Сучжоу и вернулся в Шанхай.
С японцами Ван Тао впервые познакомился в Гонконге ещё до отъезда в Европу. Так, в 1864 году он общался с чиновниками из свиты японского посла Икэда Нагаока, а в 1867 году подружился с японским каллиграфом Хатимонэ Хиромицу и даже посвятил ему стихи.
Ван Тао 29 апреля 1879 года отплыл из Шанхая в Японию, куда был приглашён токийскими интеллектуалами во главе с Тэрада Хироси. Из Нагасаки Ван Тао проследовал в Токио через Кобе, Осаку, Киото и Иокогаму, прибыв в японскую столицу 18 мая. В эпоху реформ Мэйдзи китайские интеллектуалы пользовались в Японии большим авторитетом, поэтому Ван Тао участвовал в различных мероприятиях едва ли не ежедневно. Одной из главных причин его популярности в Японии стало издание «Истории франко-прусской войны», которую прочитал в Гонконге Куримото Дзён — редактор одной из самых влиятельных в Японии газет. Он убедил Министерство обороны издать книгу Ван Тао в Японии в 1878 году. Ван Тао даже неплохо заработал, поскольку ему без конца заказывали предисловия к книгам, интервью, стихи и каллиграфию. Ван Тао подружился с советником китайского посольства Хуан Цзуньсянем, через которого рассчитывал выйти на Ли Хунчжана, и даже рассказывал ему о своём общении с тайпинами. Перед возвращением Вана в Гонконг китайская дипломатическая миссия устроила грандиозный банкет с несколькими сотнями приглашённых. Состоялся и поэтический турнир: Ван Тао прочитал прощальное стихотворение, на которое откликнулись японские поэты, которые использовали те же самые рифмы. Ван Тао покинул Токио 23 августа, а 16 сентября через Шанхай вернулся в Гонконг. Его путешествие заняло 125 дней. Всего через месяц после возвращения Ван Тао совершил путешествие по китайскому побережью вплоть до Цзяочжоу и обсуждал с Дин Жичаном вопросы национальной обороны.

### Последние годы жизни

#### Переезд в Шанхай
В 1880 году Ван Тао часто болел, поэтому стал подводить итоги своей жизни и написал автобиографию, в которой перечислил 26 своих объёмных работ, многие из которых так и не были опубликованы, а рукописи их не найдены. Например, не сохранились «История России» и «История США». По крайней мере, часть рукописей могла быть утрачена в пожаре типографии, случившемся в 1881 году. Он также написал Ли Хунчжану, выражая желание вернуться на малую родину до наступления смерти. Тем не менее Ван Тао к 1882 году более или менее оправился и в начале июня смог вернуться в Фули, где провёл почти три месяца. Однако далее ему пришлось вернуться в Гуанчжоу и попытаться найти врача, чтобы избавиться от мучавших его недугов. Весной 1883 года Ван Тао испытал серьёзный ревматический приступ. Он пришёл к выводу, что климат родных мест более полезен ему и не возвращался в Гонконг до декабря. Убедившись, что прошлое давно забыто, в 1884 году Ван Тао решился обосноваться в Шанхае. К тому времени он накопил состояние в 5000 мексиканских серебряных долларов и был обладателем библиотеки в 100 000 цзюаней. В Шанхае он продолжал писать книги и сделался постоянным колумнистом газеты Шунь бао, главным издателем которой был его зять.
В 1882 году князь Гун оказался в опале, и проект обучения китайских студентов в США, инициированный Жун Хуном, был отменён. Уже отправленных за океан кандидатов было велено вернуть домой. Это продемонстрировало Ван Тао, что в сложившихся условиях он не сможет рассчитывать на государственную карьеру. После этого он вернулся к своим связям в миссионерской среде и вновь стал сотрудничать с Дж. Эдкинсом, Александром Уайли и Джоном Фраером. Джон Фраер (по-китайски Фу Ланья, 傅兰雅) с 1863 года служил переводчиком с английского языка в ведомстве князя Гуна, а далее работал у Цзэн Гофаня в Цзяннаньском арсенале, где переводил на китайский язык естественнонаучные и философские труды. Фраер и его китайские ученики основали в 1874 году Шанхайский политехнический институт, который затем был передан китайскому правительству (под названием Гочжи шуюань). Это был один из ранних центров модернизации Китая в области естественных наук. Ван Тао занял там должность декана отделения иностранных языков. Отношения Ван Тао с Дж. Фраером не сложились из-за пуританства миссионера и осуждения образа жизни китайского журналиста. Ван откровенно писал, что, несмотря на неодобрение жены, продолжал общаться с певичками, которых приглашал на праздники в издательство, а также устраивал «винные дуэли». Нанимал он и куртизанок, чтобы они выступали в роли хозяйки на время развлечений. По мнению миссионеров, моральный облик декана был несовместим с такими действиями. Ван Тао, пользуясь своим авторитетом, выступил против Дж. Фраера, а в официальном письме ссылался на свою репутацию как у шанхайских выпускников, так и в среде дипломатов. Далее он писал:

Всю свою жизнь я был склонен к богемному существованию, увлекался вином, женщинами и музыкой, и даже поныне я посещаю сады и иные места для развлечений в Шанхае. Это всегда представлялось мне совершенно нормальным видом отдыха, а не тем, что следует скрывать от других людей.
Из-за скандала Ван Тао стал подыскивать себе новое место работы, шаньдунский губернатор Чжан Яо предложил ему перебраться в Цзинань. Однако вплоть до самой кончины Ван Тао сохранял за собой пост декана факультета иностранных языков. Шаньдун он посетил зимой 1888 года, но не выезжал далее Цзинани и озера Дамин; в храмах Ван Тао усердно изучал каменные стелы с образцами каллиграфии древних времён. Примечательно, что в этой поездке он не вёл дневников и не публиковал путевых заметок.

#### Издательские проекты 1889—1897 годов

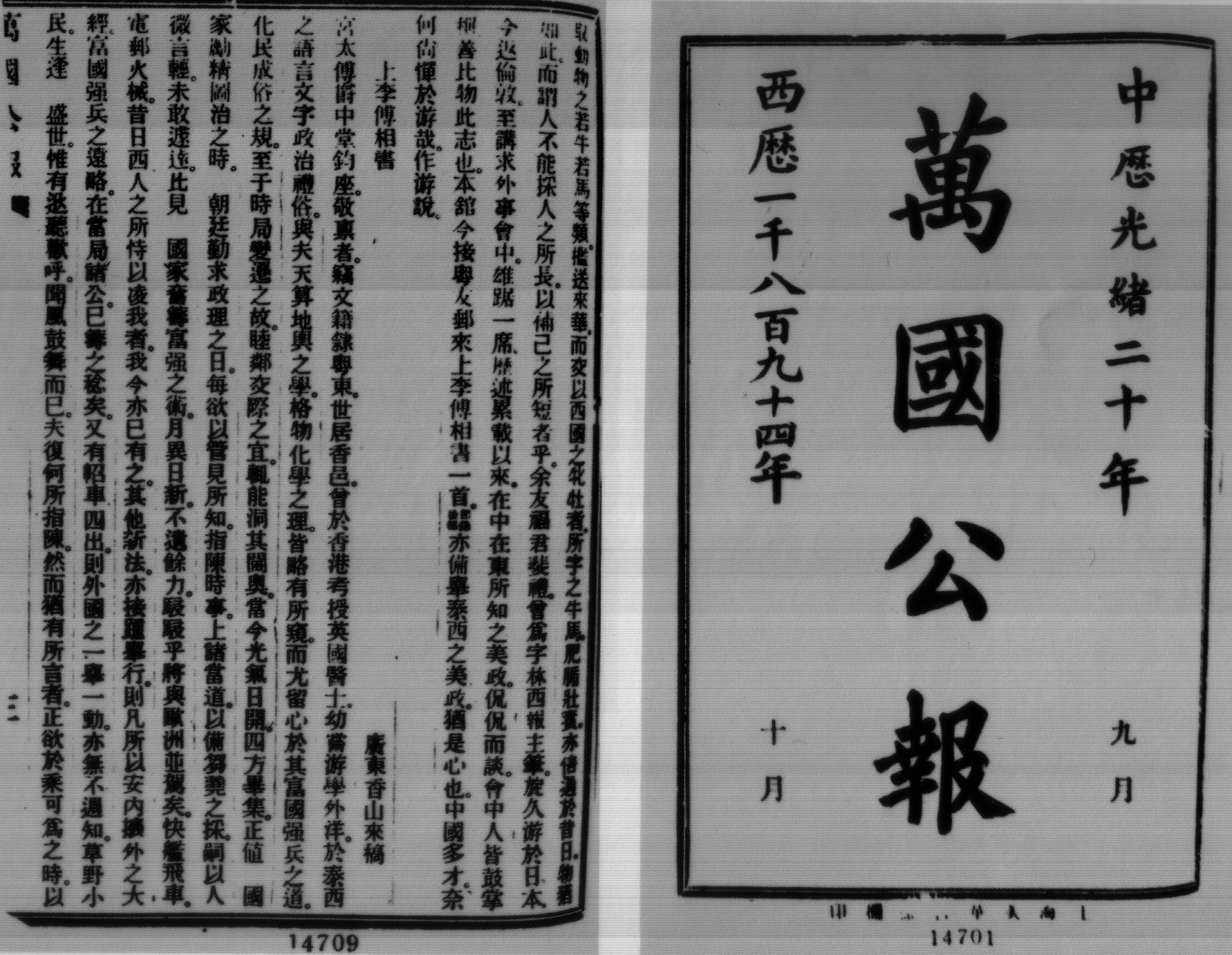
Послание Сунь Ятсена Ли Хунчжану, опубликованное в миссионерской газете Ваньго гунбао в июне 1894 года

В 1889 году Ван Тао смог основать личное издательство Таоюань шуцзюй, причём в проспекте предлагал покупать его акции по 25 мексиканских долларов за штуку, а также перечислял заглавия 36 написанных владельцем сочинений, из которых 12 были опубликованы. Ли Цзифан на основе этого проспекта и прочих источников подсчитал, что всего из-под кисти Ван Тао вышли 50 объёмных сочинений и сборников, из которых опубликованы были только 25. Издательские проекты способствовали дальнейшей славе, что сказывалось на благосостоянии Шанхайского политехникума и его декана: многие высокопоставленные чиновники, включая Ли Хунчжана, щедро жертвовали на нужды просвещения. Ван Тао проводил на своём факультете и литературные конкурсы, а также готовил специалистов. Военный губернатор Шанхая Гун Чаоюань был большим поклонником таланта Ван Тао и постоянно советовался с ним по вопросам обороны и иностранных дел, а также поддержал его издательство финансами для публикации новых книг основателя. Зимой 1893 года к Ван Тао обратился молодой врач Сунь Вэнь; по-видимому, его привлекали и слухи о тайпинском прошлом издателя. Чэнь Шаобай в воспоминаниях о Сунь Вэне утверждал, что из-за неудачной карьеры в Гуанчжоу он искал возможности обратиться к Ли Хунчжану за протекцией, в чём мог помочь Ван Тао. Сунь Вэнь был ему представлен земляком — известным купцом-антикваром и реформатором Чжэн Гуаньином. Ван Тао просмотрел проект послания к Ли Хунчжану и исправил его литературный стиль. В результате Ли Цзифан утверждал, что послание Сунь Ятсена к Ли Хунчжану по содержанию перекликается с трудами Чжэн Гуаньина, а по стилю напоминает именно Ван Тао, а не последующее литературное творчество Суня.
С 1890 года Ван Тао много публиковался в ежемесячном издании миссионера Аллена Янга Ваньго гунбао, которое знакомило китайскую публику с событиями в мире. Японо-китайская война стала потрясением для Ван Тао. Он написал предисловие к труду Аллена Чжундун чжаньши бэньмо об этой войне (вышедшему в 1896 году). В предисловии Ван Тао призывал всю нацию осознать величайший позор от «великих перемен в Азии». В 1897 году он опубликовал под собственной редакцией сборник эссе об укреплении китайского общества и возрождении страны, основная часть текстов в котором были написаны Лян Цичао, Ван Каннянем, Чэнь Цю и другими. Это, по-видимому, единственное свидетельство того, что Ван Тао интересовался группой учеников Кан Ювэя, которые ещё в 1895 году основали «Общество усиления государства». Лидер реформаторов посещал издательство Ван Тао во время очередного визита в Шанхай, причём гидом ему служил сам владелец типографии.
Ван Тао скончался 24 мая 1897 года (по китайскому лунному календарю в 23-й день четвёртой луны) после длительной болезни в возрасте 68 лет. В некрологе Цай Эркана сообщалось, что он опочил в собственном доме «Чжэнси цаотан» в западной части Шанхая. Наследовали ему внук — сын его старшей дочери — и Цзянь Чжэн, который изменил имя на Ван Юйцзюань. Тело Ван Тао было перевезено в родной Фули и погребено на родовом кладбище. Вдова — Линьлин — пережила его; о судьбе наложницы и второй дочери Ван Тао ничего не известно.

## Общественные и исторические взгляды
Общественные и философские взгляды Ван Тао наиболее отчётливо выражены в трёх источниках. Это два издания его эпистолярного наследия: Таоюань чиду 弢园尺牍 («Письма Ван Тао», 1876 года) и Таоюань чиду сюйчао 弢园尺牍续钞 («Продолженное воспроизведение писем Ван Тао», 1889 года). Ни одно из его посланий не датировано, однако по упоминаемым событиям можно установить, что его переписка началась в 1849 году. Кроме того, в 1883 году Ван Тао выпустил сборник собственных передовых статей из Сюньхуань жибао под названием Таоюань вэньлу вайбянь (弢园文录外编).
П. Коэн поставил вопрос о маргинальном положении Ван Тао в китайском обществе своего времени. Несмотря на то, что он получил классическое образование и сдавал экзамены (и, следовательно, принадлежал к элите цинского общества, пусть и низовой), имел многочисленные связи в среде китайского чиновничества, он никогда не получил официального статуса, чиновного ранга и положения на службе. Не являлся он и профессиональным историком, а к своим писательским опытам сам вряд ли относился серьёзно. В современной историографии его чаще всего именуют журналистом, и этот род деятельности, действительно, принёс ему финансовую независимость и известность в Шанхае, Гонконге и отчасти в Пекине. Вероятно, наиболее точным было бы его определение как реформатора, однако в силу вышеперечисленных обстоятельств он был лишён возможности реализовать свои идеи на практике.

### Ранние реформаторские проекты
Эволюция взглядов Ван Тао до 1870 года документирована только его перепиской. Пребывание в среде миссионеров довольно рано привело к некоторым изменениям в мировоззрении. В одном из писем 1858 года Ван Тао ссылался на сентенцию Конфуция, что знание могло существовать «даже у варваров четырёх стран света». Далее предстояло осознать, достойно ли их знание изучения китайцами и насколько эффективно можно его использовать. Уже к 1862 году Ван Тао осознал преимущество западных вооружений и пришёл к выводу, что для эффективного использования артиллерии и стрелкового оружия необходимо внедрять западный строй в китайской армии. То же касалось парового флота: его содержание требовало комплексного реформирования системы береговой обороны, строительства доков и ремонтных мастерских и т. д. Далее Ван Тао осознал, что для понимания ситуации за рубежом требуется знание иностранных языков. Ещё до открытия иностранных посольств в Пекине Ван Тао указывал на необходимость постоянного пребывания дипломатических миссий и ссылался при этом на Русскую духовную миссию, находящуюся в Пекине ещё с конца XVII века.
В большом послании Ли Хунчжану от 1864 года Ван Тао продемонстрировал комплексный подход к решению первоочередных национальных задач. В первую очередь он призвал реформировать систему государственных экзаменов, заменив восьмичленные сочинения испытаниями по восьми специальным предметам, включая иностранные языки, естественные науки, международное право, юриспруденцию и прочее. Ван Тао призвал легализовать внутреннее производство опиумного мака в Китае, что позволило бы отказаться от импорта большого количества индийских наркотиков и выправить внешнеторговый баланс. После опиума самую большую статью импорта составляли тканные хлопчатобумажные и шерстяные изделия; поэтому следовало закупить западное текстильное оборудование и перерабатывать китайское сырьё на месте. В направленном в том же году послании к Дин Жичану Ван Тао впервые упоминал роль газет в современном обществе; кроме того, он считал, что пресса позволит облегчить взаимопонимание. Иностранцы смогли бы оперативно получать сведения о Китае из китайских источников на своих родных языках, а китайцы получали бы сведения из внешнего мира. Был озабочен Ван Тао и созданием полноценной дипломатической службы, представлявшей интересы Китая за рубежом. Кроме того, он предложил лишить права экстерриториальности иностранных граждан, которые путешествовали по Китаю за пределами договорных портов.
Не существует ни одного свидетельства, что проекты Ван Тао этого периода были донесены до высших эшелонов власти и оказывали воздействие на реализуемую цинской администрацией политику. После бегства из Шанхая Ван Тао тем более не мог участвовать в первых проектах модернизации Китая.

### Представления о зарубежных странах

#### Европа

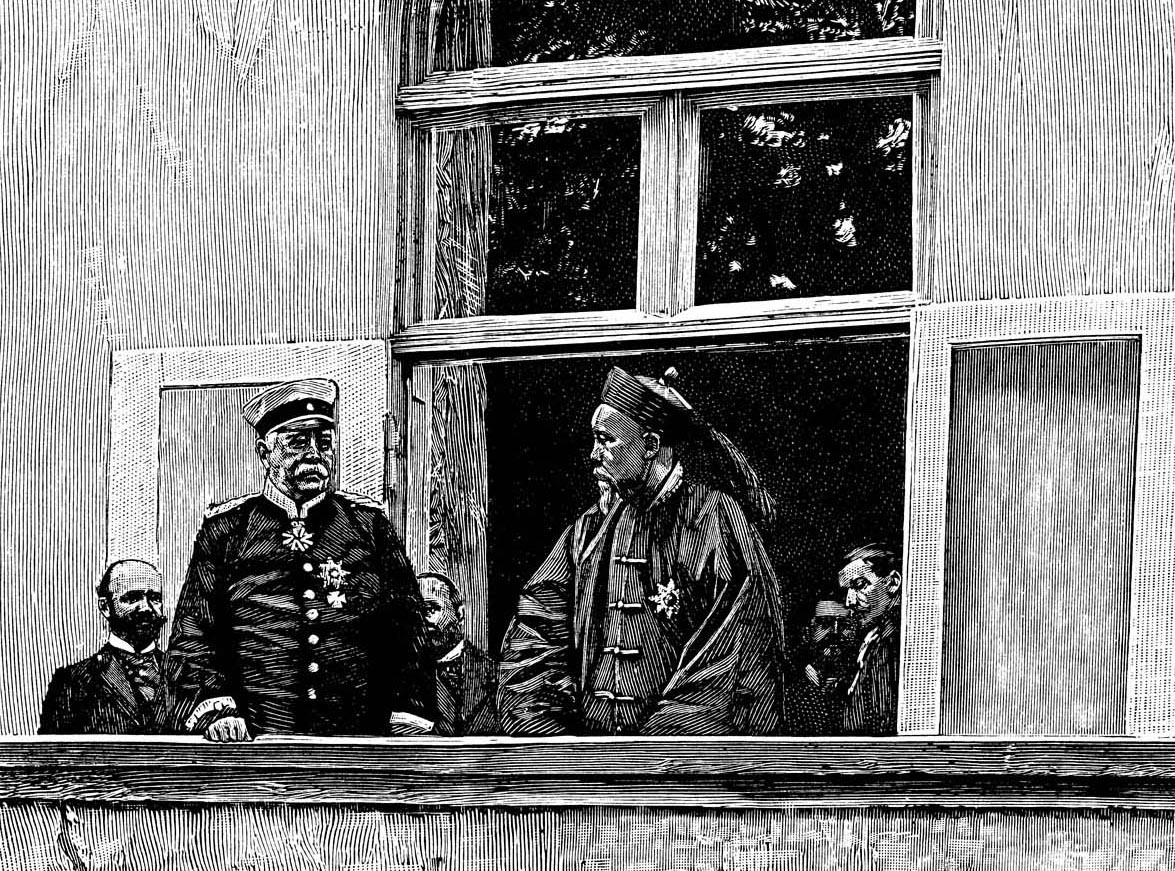
Встреча Бисмарка с Ли Хунчжаном. Гравюра 1896 года

За проведённые в Европе 28 месяцев мировоззрение Ван Тао полностью изменилось. Он оценил масштабы и перспективы западного могущества и никогда ни в одном из своих сочинений не выказывал критических замечаний по отношению к западному обществу. В частности, в Англии он убедился, что частная коммерция является источником богатства нации, а военная сила — всего лишь вспомогательный инструмент коммерции. Впрочем, как для конфуцианца, для Ван Тао важнейшим вопросом было соотношение власти и морали. Базовой для всех китайских мыслителей того времени была теория Мэн-цзы, который чётко разделял две модели властных отношений: во-первых, ван-дао — власти истинного правителя, основанной на добродетели и осуществляемой через справедливость; и, во-вторых, ба-дао — власти, основанной на силе и принуждении, осуществляемой без оглядки на мораль. Традиционная синоцентрическая модель, в рамках которой китайская монархия является средоточием высшей цивилизации и истинной морали, распадалась под ударами западных держав. Однако китайцы могли наблюдать, что западные империалистические державы имели сложившуюся модель миропорядка, и старались поддерживать международное право, если это отвечало их интересам. Равным образом, не отказываясь от традиционных представлений, цинские власти были вынуждены прибегать к иным механизмам отношений. В Великобритании и Франции Ван Тао больше всего интересовали факторы могущества и реальной силы. Примечательно, что, рассматривая отношения между европейскими державами и описывая историю франко-прусской войны, Ван Тао прибегал к аналогиям с эпохами Чуньцю и Чжаньго древней китайской истории, когда в Китае ещё не сложилось единой империи. Так, Россию в «европейском концерте» он сравнивал с Цинь, Францию — с Ци, Австрию и Германию с Вэй и Хань и Англию — с Чу. Аналогия объяснялась ещё и тем, что в эпоху Позднего Чжоу в Китае существовало несколько конкурирующих независимых государств, причём не существовало наднациональных механизмов умиротворения и сдерживания. Вероятно, сначала он идеализировал международное право, иначе не пытался бы в своей газете в 1875—1876 годах во время спора о принадлежности островов Рюкю призывать Цзунли ямэнь обратиться к великим державам с целью давления на Японию. Описывая причины невмешательства западных стран, он резюмировал:

Увы! Заморские страны столь же многочисленны, как звёзды на небосводе или фигуры на шахматной доске, и все желают удовлетворения своих частных интересов. Большие доминируют над малыми, сильные принуждают слабых, присоединяют их страны и низлагают их правителей. Это происходит повсюду. Хотя существует международное право, оно есть только на бумаге.
Таким образом, межгосударственные отношения на Западе строились на принципах ли-выгоды и силы. После одностороннего отказа России в 1870 году от ряда положений Парижского договора 1856 года и франко-прусской войны Ван Тао окончательно превратился в скептика и больше не верил в возможности ритуала и морали для сдерживания национальных государств. Это было ещё одной причиной обращаться с аналогиями в доциньское прошлое Китая.
Внутренние политические институты Запада также интересовали Ван Тао. Он осознавал, что эти институты — важный источник могущества. В конфуцианской терминологии истинная сила Англии была в гармоническом взаимодействии правителя и народа. Понятие конституционной монархии он передавал сочетанием иероглифов цзюньмин гунчжи (君民共治) и чрезвычайно высоко оценивал систему избрания должностных лиц всенародным голосованием. Помимо конституционного строя, Ван Тао высоко ставил национализм, особенно развитый, по его словам, в Англии и Пруссии. Суды и тюремная система Англии восхищали китайского учёного: он писал, что законы и постановления известны всем и никто не нарушает их, приговор всегда выносится после выяснения истины, не применяются пытки и избиения бамбуковыми палками. Заключённых кормят и поят, дают работу и не позволяют бездельничать.

#### Россия и США
Проницательность и полученный Ван Тао опыт позволили ему не придерживаться обобщённого («монохромного» в терминологии П. Коэна) взгляда на мир за пределами Китая. Восприятие иностранных государств было разнообразным. Например, он разделял общее для китайских интеллектуалов середины XIX века резко негативное отношение к России. Ван Тао писал, что Россия намного беднее Англии, несмотря на её необъятные просторы и ресурсы, общество её архаично и сохраняются пережитки крепостного права. Впрочем, его больше интересовали внешнеполитические задачи царского правительства и беспокоила экспансия в Средней Азии и на Дальнем Востоке. Он неоднократно использовал сравнение с Цинь («хищным и безнравственным царством»). П. Коэн, анализируя это отношение, пришёл к выводу, что оно отражало не столько проявление китайского общественного сознания, сколько трансляцию англо-американского отношения. Это совершенно естественно, учитывая, сколько времени Ван Тао общался с британскими и американскими миссионерами. С другой стороны, эти мнения могли лишь подкрепить уже сложившиеся взгляды самого Ван Тао. Он утверждал, что подготовил рукопись «Истории России» в 8 цзюанях, но она так никогда и не была опубликована, и знание России оставалось у Вана крайне поверхностным. В России он никогда не бывал и, вероятно, не был лично знаком ни с одним из русских купцов или миссионеров. Примерно таким же было положение с США, историю которых Ван Тао также написал. Из американских миссионеров он ближе всех сошёлся с Янгом Алленом, что и предопределило его отношение к стране. Например, он весьма положительно относился к «цивилизованию» индейцев, а также восхищался процессом реконструкции американского Юга после Гражданской войны, «избавившей негров от скорби». Примечательно, что американская демократия не захватила воображение Ван Тао. Больше всего внимания он обращал на низкий уровень государственных расходов (для конфуцианца — признак умеренной администрации, сострадающей своему народу). Общинное устройство местной власти США также привлекало его отсутствием расходов, равно как и небольшой размер армии. Джорджа Вашингтона Ван Тао почитал наравне с праведными императорами мифической древности Яо и Шунем: «он отдал страну, способную выставить 10 000 боевых колесниц, как если бы это была пара изношенных туфель». Не последнюю роль, вероятно, сыграло и отсутствие угрозы для Китая со стороны Америки.

#### Япония
Отношение к Японии у Ван Тао было двойственным и заложило эту традицию в среде китайских реформаторов. С одной стороны, именно Японская империя представлялась наиболее близким к Китаю государством по культуре, письменности, населению и географическому положению. До 1880-х годов Япония, как и Китай, испытывала национальное унижение от западных держав и страдала от договорной системы. Однако усилия правительства императора Мэйдзи по скорейшей вестернизации страны вызывали у Ван Тао смесь восхищения, зависти и презрения. Беспокоили его японский милитаризм и агрессия ко всему неяпонскому. Ван Тао — аналитик и журналист — рассматривал Японию как культурную провинцию Китая, а японцев — как участников китайского миропорядка. Отчасти это объяснялось тем, что Ван Тао общался с японскими интеллигентами своего поколения, которые ещё получили традиционное китайское образование и даже собственные книги и статьи писали на древнекитайском литературном языке. Это последнее обстоятельство позволяло образованным китайцам легко вливаться в интеллектуальный мир Японии, а через него приобщаться и к западной культуре в переводах. В 1870—1880-х годах книги и путевые заметки Ван Тао имели в Японии успех и даже переиздавались; в свою очередь, и сам Ван Тао использовал японские переводы и оригинальные труды в своих целях. Посещение Японии в 1879 году, видимо, полностью соответствовало идеалу образа жизни и общения, который культивировал Ван Тао: непрекращающиеся банкеты, приёмы и обеды, винопитие, поэтические турниры и вечеринки с гейшами. Это могло укрепить его мнение о чрезвычайной близости культуры и национального характера китайцев и японцев. По П. Коэну, вечно отвергаемый соотечественниками и являвшийся для европейцев «экзотикой», в Японии Ван Тао резко повысил уровень самоуважения.
Ван Тао долгое время рассматривал Китай и Японию как естественных союзников, тем сильнее были его негодование и разочарование после японо-китайской войны, хотя с лично знакомыми с ним японцами он поддерживал ровные отношения. В конце жизни в статьях, посвящённых Японии, Ван Тао дошёл до позиции конфуцианского моралиста, готового осуждать японцев именно за максимально возможное усвоение западных достижений. Последовательной позиции по отношению к Японии эпохи Мэйдзи в конечном итоге у него не сложилось.

### Исторические взгляды
После посещения Европы и Японии Ван Тао был вынужден бороться сразу с двумя несовпадающими комплексами воззрений на прошлое и будущее Китая. Традиционное восприятие истории в Китае оперировало понятием династического цикла, в рамках которого происходили взлёты и падения, а важнейшей функцией цивилизации было предотвращение распада государства и общества. При этом конфуцианцы дополняли циклическую схему представлениями о регрессе человечества по сравнению с легендарной древностью. Отчасти эти взгляды подтверждали укоренившийся на Западе миф о неизменности китайской цивилизации и её неспособности к переменам, и Ван Тао был вынужден полемизировать с обеими системами представлений. В аннотированной библиографии своих работ 1889 года Ван Тао упоминал объёмную рукописную компиляцию «Дополнение к описанию стран за пределами Четырёх морей», вероятно, продолжающую Хайго тучжи Вэй Юаня. Это было чрезвычайно объёмное сочинение в 120 главах, в котором Ван Тао попытался описать для китайских читателей перемены в мире за последние 40 лет, с упором на китайско-иностранные отношения. Ещё Ван Тао упоминал два небольших сочинения (каждое в четырёх главах): «Древняя история Запада» и «Прочие события на Западе». «Древняя история Запада» была адаптацией библейской священной истории на китайском языке, а второе сочинение — сборником историй, которые не могли быть включены в большое сочинение, имеющее официальный статус. Завершая свой проспект, Ван Тао утверждал, что западные учёные понимают современность, но не ценят древности, тогда как китайские историки «любят древность и презирают современность». Ни одно из этих произведений не сохранилось.
«История франко-прусской войны» Ван Тао была первым китайским сочинением, в котором рассматривался конкретный эпизод современной истории Запада, а не все европейские страны в комплексе. Ван Тао, мышлению которого был свойственен традиционный универсализм, исходил из того, что события истории Китая и Европы неразрывно связаны, поэтому любые перемены на Западе автоматически так или иначе отразятся на судьбе Китая. С позиции современного историка, книга Ван Тао была набором слабо связанных фактов и эпизодов (включая перевод «Марсельезы» на китайский язык), каждый из которых был интересен и важен. Так, Ван Тао обращал внимание своих читателей, что и прусская армия, и осаждённые парижане использовали для разведки воздушные шары и вели артиллерийский обстрел по площадям, нанесённым на карту, приводил все тактико-технические данные артиллерии и стрелкового оружия, восхвалял преимущества телеграфа и железных дорог. Согласно П. Коэну, гораздо важнее два авторских предисловия, в которых Ван Тао попытался ввести франко-прусскую войну в обобщённую перспективу истории. Из этих предисловий (оба датированы августом 1871 года) следует, что Ван Тао полностью разделял традиционные исторические представления. Война была им представлена как «ещё одна глава нескончаемой саги подъёмов и падений государств». Пруссия, поднявшись из состояния крайней слабости, сумела повергнуть Францию, которая до того представляла сторону силы:

Те, кто хорошо разбираются в судьбах народов, не воспримут победу как благоприятное знамение и поражение как предвестье гибели. [Они знают, что] по достижении высшего процветания [страна] клонится к упадку, а ослабев до крайности, постепенно набирает силу.
Ван Тао своеобразно трактовал место человека в историческом процессе. Общие тенденции, в том числе причины войны, находятся в юрисдикции Неба. Он совершенно искренне считал, что Пруссия напала на Францию из-за того, что Небо не захотело войны Франции с Китаем (из-за резни французских миссионеров в Тяньцзине в 1870 году). Сердце Неба (Тянь синь) или Небесный путь (Тянь дао) диктуют основные законы причинности, но они зависят от моральности людей. Аморальные действия влекут гнев Неба, однако выбор в каждой конкретной ситуации падает на свободную волю человека. Поражение Франции было тем более интересным для Ван Тао, что он побывал в этой стране за несколько месяцев до начала войны и даже написал её историю. Пруссия в те времена в Китае была совершенно неизвестна и не воспринималась как ключевая европейская держава. Однако именно Пруссия сумела организовать отпор французам, которые, полагаясь на свою силу, действовали как тиран-гегемон. Напротив, Пруссия сумела использовать на службе людей беззаветной преданности и великих талантов. Рассматривая биографии Бисмарка и Мольтке, Ван Тао заявил, что даже и без военной победы с такими людьми Пруссия непременно стала бы процветающей страной, в то время как у Франции талантливых лидеров не было вообще. Иными словами, Ван Тао прямо провёл параллели между выдвижением талантов и судьбой государства. Китайский учёный восхищался Тьером, но Наполеон III не сумел использовать его советов. Характеризуя внутриполитическое положение Франции перед войной, Ван Тао цитировал Мэн-цзы, утверждавшим, что побеждённое врагами государство уже победило само себя изнутри.
Ван Тао своеобразно рассматривал роль личности в истории. П. Коэн считал, что его взгляды отчасти параллельны суждениям К. Маркса из статьи «Восемнадцатое брюмера Луи Бонапарта». Ван Тао утверждал, что свобода воли позволяет людям выбирать из возможностей, которые предоставляет история. Эти последние определяются безличными космическими силами. Исходя из этого, Ван Тао трактовал Великую французскую революцию. Она началась из-за того, что король Людовик злоупотреблял дарованной ему Небом властью, не пытался пресекать недолжные действия властей и не заботился о процветании народа. Поэтому в стране должна быть конституция, которая предписывает действия власти и народа и закладывает институты поддержания хорошего правления. Предотвратить революцию можно, только поставив на престол менее деспотичного монарха. Иными словами, Ван Тао так и не вышел за пределы конфуцианской модели праведного монарха, которому служат наиболее интеллектуальные, лояльные и мудрые министры. Казнь Людовика и Марии-Антуанетты Ван Тао описывал «как если бы Небо и Земля переменились местами»; рядом может быть поставлена только казнь английского короля Карла I в 1649 году. Однако Ван Тао далее указывал, что эти бедствия произошли оттого, что монарх не смог сопоставить своё положение и положение своего народа; то есть монарх сам толкнул своих подданных на бунт. Примечательно, что китайский язык того времени не позволял Ван Тао подобрать адекватный термин для передачи понятия «революция»; он использовал понятие «смута» (луань). Для передачи понятия «республика» Ван Тао задействовал древнекитайское сочетание «разделённая гармония» (гунхэ, 共和), и оно использовалось только в контексте смуты, которая уничтожала естественное порождение миропорядка — монархию.

### Обоснование необходимости реформ

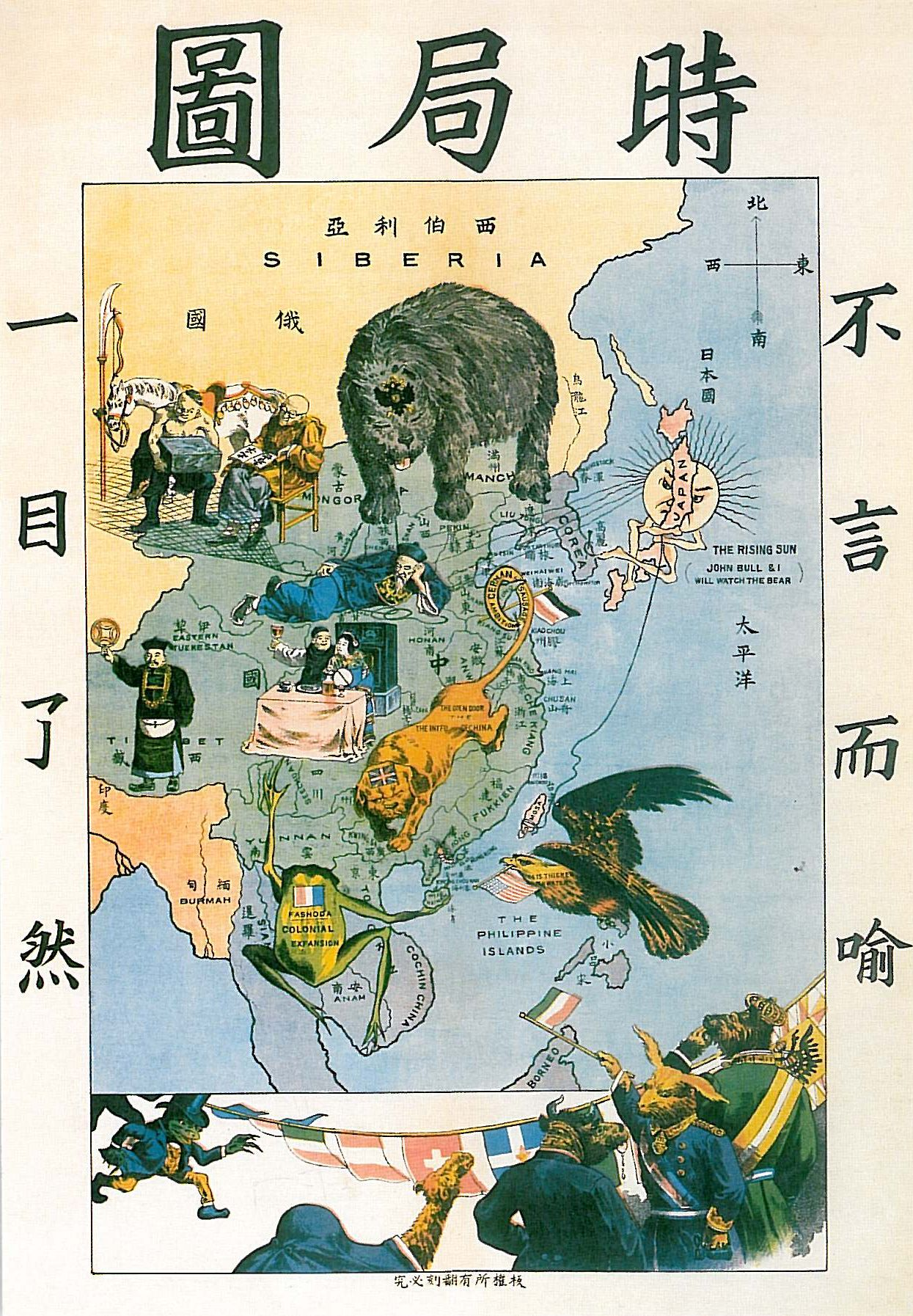
Империализм в 1900 году. Медведь олицетворяет Россию, собака — Британию, лягушка — Францию, солнце — Японию, а орёл — Соединённые Штаты

В 1869 году в одной из гонконгских газет появилась статья, автор которой, описывая слабость Китая, утверждал, что она не является препятствием для выживания страны. Для примера приводилась самая долгоцарствующая из династий — Чжоу, а также Сун, которая сумела сохранить Юг Китая в течение 300 лет, несмотря на нападения киданей, чжурчжэней и тангутов. Мораль автора была такова: китайцы обманывают себя, если считают, что их спасёт вестернизация. Лучшей линией обороны Китая станет реализация даосского недеяния и конфуцианских добродетелей праведности, верности и доверия. Эта статья была отправлена Ван Тао в Шотландию, и он написал длинное опровержение, в котором последовательно изложил свою доктрину необходимости перемен и сформулировал интеллектуальную платформу борьбы с западной экспансией. Ван Тао осознавал, что мир стоит у порога перемен такого масштаба, что обычаи и институты, культивируемые китайцами в течение 3000 лет, вполне могут быть уничтожены. Обозначив Европу как «северо-запад», а Китай как «юго-восток», он писал:

Юго-восток мягок и пассивен, северо-запад жёсток и активен. Пассивная [цивилизация] умеет сохранять, активная умеет меняться… Пассивная [цивилизация] способна поддерживать себя, активная способна контролировать других. Поэтому [государства] северо-запада всегда наносили урон тем, кто на юго-востоке, но [государства] юго-востока не способны причинить вреда северо-западу.
Таким образом, Китай должен был переиграть Европу по её собственным правилам, овладев её сильными сторонами и сохранив свои преимущества. Он ссылался при этом на «И-цзин» и утверждал, что если меняется Небо, должны измениться и те, кто ходит под ним. Вестернизация не нужна, поскольку ход исторического развития Китая и Запада шёл в одну и ту же сторону. Когда европейцы начали завоевание Индии, затем Юго-Восточной Азии, а оттуда — Китая, это не могло быть человеческим делом, это был замысел Неба. Однако парадоксальной особенностью мышления Ван Тао была убеждённость, что воля Неба в конечном счёте на стороне Китая:

Воля Неба заключается в том, что несколько десятков западных стран, напав на единственный Китай, не должны ослабить его, а укрепить; не навредить Китаю, а принести ему пользу. Следовательно, если мы используем [волю Неба], мы можем превратить вред в выгоду, а слабость обратить в силу. Я не боюсь ежедневного притока западных вещей, я боюсь ограниченности нас, китайцев. У нас есть только одна возможность — и это полное изменение.
Способность Ван Тао к комплексному видению ситуации и полученный в Великобритании опыт рано убедили его в том, что технологическое развитие потребует реформы установлений (кит. трад. 变法, пиньинь biànfǎ). Более того, оставаясь всецело приверженцем традиционной китайской культуры, он был готов допустить, что её глубинная основа нуждается в реформе, ибо несовершенна. Ван Тао рано воспринял идею прогресса, и его раздражало, что западные синологи считали, что за 5000 лет существования китайской цивилизации она не менялась. Придя к выводу, что историческое развитие Европы и Китая шло параллельно, Ван Тао заявил, что китайская цивилизация пережила три великих периода реформ, первый из которых был собственно созданием цивилизации (от Жёлтого императора до Яо и Шуня); далее Китай интенсивно менялся при Трёх династиях (Ся, Шан и Чжоу), пока не превратился в империю при Цинь и Хань. П. Коэн заметил, что поиски Ван Тао эволюции в китайской истории в очередной раз подтверждали его приверженность идее перемен, которая почти отсутствовала в цинской мысли того времени. Более того, Ван открыто заявил, что Дао мудрецов заключается в том, чтобы соответствовать времени, и если бы Конфуций жил в XIX веке, он бы поддержал и внедрение западной техники, и идею реформы. Широко эту концепцию распространил в 1890-е годы Кан Ювэй, но Ван Тао выступил его непосредственным предшественником. Большинство современников Ван Тао, включая Чжан Чжидуна и Чжэн Гуаньина, противопоставляли Китай и Запад на том основании, что мудрость Китая заключалась в Дао, а Запада лишь в «орудийных предметах» (кит. трад. 器, пиньинь qì). Ван Тао объявил, что Дао — это глубинная основа человеческой цивилизации вообще, потому свойственно и Западу. Иными словами, Ван Тао полностью обеспечил идеологическую основу принятия западных порядков, а не одних только технологий.

### Реформа образования
Ван Тао, в условиях отсутствия в Китае общественного мнения и пассивности широких масс, всегда адресовался сравнительно узкому кругу образованных чиновников, исходя из конфуцианской доктрины наставления правителя. После Тайпинского восстания в условиях восстановления страны правительство императора Тунчжи стремилось проводить политику «выдвижения талантов», что благоприятствовало намерениям Ван Тао и позволяло ему активно продвигать свои проекты через газетно-журнальную публицистику.
Побывав на Западе, Ван Тао осознал значение человеческого капитала для развития общества и государства. Это было постоянным лейтмотивом его редакционных статей и посланий к высокопоставленным чиновникам. В одной из статей он указывал, что Гонконг совсем недавно был необитаемой скалой в море, но благодаря человеческим усилиям, он расцветает день ото дня. В послании Ли Хунчжану (около 1883 года) Ван Тао увещевал его «почитать технику (ци)», но добавлял, что эффективно используют её только люди. В посланиях 1890-х годов он писал, что будущее империи Цин зависит от «правильных людей» (дэ-жэнь); если они не будут найдены и применены на службе, даже при лучших намерениях и законах, неудачи будут только множиться.

Какова причина различия силы государств? Зависит ли она от территории страны, размера её вооружённых сил, калибра пушек или числа материальных благ? На мой взгляд, она не зависит ни от чего перечисленного. Основой могущества народа является изобилие людских талантов.
Продолжая ту же линию, Ван Тао подчёркивал, что категории талантов различны, поскольку навыки чиновника, дипломата, полководца или ремесленника направлены в разные стороны и дают разную отдачу. Искусство правления заключается в правильном использовании талантов, для чего их носителям нужно давать образование. Первичной целью образования является понимание необходимости перемен и применения талантов. Существующая же система кэцзюй была не в состоянии идентифицировать и направить таланты, необходимые для решения насущных внутри- и внешнеполитических проблем Китая. Ещё в письмах и эссе 1860-х годов Ван Тао отмечал, что через экзамены проходило слишком много людей, что вело к инфляции учёных степеней и невозможности правительству материально поддерживать всех образованных людей. Вдобавок специфика процедуры государственных экзаменов приводила к тому, что люди с отсутствием административного таланта проходили, а превосходные администраторы оставались бесполезными для государства. В указанном контексте Ван Тао — конфуцианец был вынужден решать сложную теоретическую проблему:

Шестиканоние воплощает Дао, а способ выявить Дао — тщательное изучение классиков. Дух трёх тысяч лет китайской [культуры] полностью воплощён в Шести канонах. Учение Запада определяет то, чего не содержится в Шести канонах; прикладные «внешние» аспекты учения Запада относятся к повседневным нуждам, но более глубокие его слои выражают основные принципы жизни и тела, и разума человека. Изменив систему экзаменов, мы усвоим достоинства обеих цивилизаций и соединим лучшие учения всего мира. С нашими огромными пространствами и сотнями тысяч талантливых учёных и после пятидесяти или шестидесяти лет усвоения учений Запада вся Поднебесная будет чтить Срединное государство. Это, однако, нельзя будет сделать за одну ночь.
Примечательно, что критику цинской системы образования Ван Тао осуществлял, ссылаясь на легендарную китайскую древность. Однако если при Яо и Шуне учитель и чиновник были одним и тем же, то с течением времени и прогрессом культуры учёные перестали разбираться в делах правления, а школы оторвались от потребностей государства. То же касалось разрыва между военными и гражданскими администраторами. Выводы были вполне категорическими: чтобы Китаю вернуть себе статус мощной процветающей державы, необходимо вернуть в систему образования практический смысл и ввести в программу обучения западные предметы. В одной из своих передовых статей 1890-х годов Ван Тао предложил разделить курс обучения на два блока. Во-первых, это гуманитарные дисциплины (вэньсюэ), то есть блок традиционных китайских дисциплин, изучающих конфуцианские каноны, образцовые истории и литературный язык. Второй блок — прикладной (исюэ) — включает географию, естественные науки, математику и астрономию и проч. В другой статье Ван Тао предложил создать трёхступенчатую сеть школ на уровне уезда, префектуры и провинции. Все эти процессы должно возглавлять и осуществлять государство, поскольку реформа образования преследовала цель укрепления государства. Исходя из тезиса, что таланты не должны быть невостребованными, Ван Тао предлагал, помимо общеобразовательных школ, устроить военные и морские школы и академии для подготовки технических специалистов и офицеров. Ещё в 1880-е годы Ван Тао предложил открыть в договорных портах технические школы для бесплатного обучения простолюдинов с целью стимулирования технического прогресса. Образование там должно было являться сугубо техническим, без традиционных канонических предметов. Первоначально там должны были работать западные специалисты, которые должны быть заменены на китайцев как можно скорее. Выпускников также должно было распределять по рабочим местам государство. Ван Тао приветствовал и частные инициативы в этой области, например, когда техническая школа была открыта губернатором Чунцина (на частные пожертвования) или когда Жун Хун открыл школу в своей родной деревне в Гуандуне. Ван Тао был первым китайским теоретиком, который ратовал за развёртывание сети публичных библиотек. Первая такая библиотека для китайцев была открыта в Гонконге, и Ван Тао отнёсся к проекту с большим энтузиазмом. Он отмечал, что публичные библиотеки гораздо лучше, чем частные. Библиотеку собирает и накапливает один человек, и почти не бывает, чтобы книжное собрание прожило более одного-двух поколений, и им может пользоваться всего несколько человек.

### Экономическая реформа
Рассматривая взгляды Ван Тао на реформу китайской экономики, П. Коэн обращал внимание на то, что его интересы почти полностью игнорировали сельское хозяйство. Это выглядит по меньшей мере удивительно, учитывая аграрный характер китайского общества (ещё Лян Шумин, двумя поколениями моложе Ван Тао, отстаивал сугубо аграрный характер китайской экономики). По-видимому, свою роль сыграло то, что Ван Тао никогда не имел дела с аграрным сектором, помещиком являлся лишь по классовой принадлежности и почти всю жизнь прожил в торгово-промышленных центрах — Гонконге и Шанхае (которые почти не были связаны с реальной жизнью внутренних районов страны) — и именно эту среду считал естественной, и учитывал её в своих проектах.
Интерес китайских мыслителей к проблеме «власти и богатства» в XIX веке был связан с повторным открытием древнего легизма как идеологического обоснования укрепления государства и отпору странам Запада. При этом экономическая доктрина Ван Тао не была систематизирована в такой степени, как его взгляды на конфуцианство или систему образования. Главным образом его интересовали проблемы экономической модернизации, хотя в его лексиконе не было такого термина. Прожив два года в Англии, он осознал множественность составляющих западного экономического успеха, который включал в единый процесс торговлю, производство, финансовую систему, банки, связь и транспорт. Главным его новшеством стал отказ от легистской идеи, что обогащение государства ведёт к обнищанию населения; Ван Тао провозгласил, что в хорошо управляемой стране процессы обогащения народа и государства взаимосвязаны.
Среди основных тем статей Ван Тао об экономике выделяются проблемы пароходства и внедрения железных дорог. Ван Тао включился в полемику о сохранении и поддержании Великого канала, утверждая, что отправка зерновой дани по воде традиционным способом — на людской тяге — полностью убыточна. Доставка грузов на пароходах морским путём более затратна на первых порах, но сулит быструю окупаемость в будущем. Ван Тао поставил вопрос защиты национальных экономических интересов Китая, поскольку все пароходные компании Китая принадлежали иностранцам, и все штурманы, капитаны и механики также были европейцами. Ван Тао отмечал, что в случае войны они могут единовременно уехать, лишив Китай морского транспорта. Внедрение железных дорог встречало в Китае ещё больше трудностей, связанных как с суевериями населения, так и большой его численностью. Ван Тао был безусловным энтузиастом железнодорожного строительства, указывая прежде всего на его военную и политическую функцию. Первая иллюстрировалась опытом франко-прусской войны, вторая аргументировалась тем, что железные дороги свяжут все провинции Китая воедино, что создаст возможность быстрой переброски войск в любую точку империи; это облегчит торговлю между провинциями и помощь голодающим при неурожае. Интегративную роль играл телеграф, причём Ван Тао обычно писал о его военном значении, как при угрозе Франции со стороны Индокитая, так и России — с севера. Ещё большее значение телеграф имел в береговой обороне Китая.
Одной инфраструктуры было совершенно недостаточно для экономического роста Китая. Ван Тао отмечал, что военная мощь хотя и вторична по отношению к экономическому процветанию, но для Китая в его время недостижима. Поэтому, не имея возможности остановить Запад военным путём, Китаю следует конкурировать с ним в экономической сфере. В серии статей, опубликованных в Ваньго гунбао в 1890-е годы, Ван Тао писал о том, что следовало бы в первую очередь остановить отток капиталов из Китая. Глубокую обеспокоенность мыслителя вызывал факт, что на рынке шёлка, чая и фарфора — традиционных для Китая экспортных товаров — его успешно теснили Япония и Британская Индия. Однако восстановление экономической самостоятельности Китая в условиях отсутствия таможенной автономии (контролируемой международным концерном по условиям неравноправных договоров) совершенно невозможно. Ван Тао призывал отказаться от политической пассивности и начать самостоятельную выработку китайским руководством экономического курса. Например, создание китайских судовых компаний позволит потеснить западные флоты на внутренних перевозках, а собственная горнодобывающая промышленность позволит отказаться от закупок иностранного металла. В частном письме Дин Жичану 1875 года Ван Тао писал, что если бы удалось хотя бы на один день отрезать Великобританию от китайского рынка, это бы привело к колоссальному кризису, в результате которого Индия приобрела бы независимость. Призывы к импортозамещению и реконструкции китайской государственной торговли стали обычными в китайской реформаторской прессе в следующие два десятилетия.
Ван Тао понимал, что его призывы к выходу Китая на мировой рынок при помощи национального транспорта немыслимы без правительственной поддержки. В связи с этим вставал вопрос отказа от традиционного подавления частной инициативы конфуцианской идеологией. Он использовал следующий аргумент: конфуцианство осуждало частное предпринимательство, а накопление богатства частными лицами считало крайне недостойным делом. Однако Ван Тао заявил, что «управление богатством» является государственным делом, имеющим отношение к стране в целом. Поэтому правительство в первую очередь должно развивать банковскую сферу и начинать эмиссию бумажных денег. Выступал он и за отмену внутреннего торгового сбора (лицзинь), за что его критиковали китайские исследователи 1950-х годов, поскольку это было выгодно прежде всего иностранцам. Ван Тао, однако, рассчитал, что только 20—30 % собираемых сумм расходовались на государственные нужды, остальные присваивались чиновниками всех уровней. Таким образом, введение акцизов на опиум, табак и алкоголь, а также прогрессивного подоходного налога, было бы значительно более существенным для пополнения бюджета империи, чем дополнительные налоги, разоряющие народ. Одновременно Ван Тао выступал за восстановление таможенной автономии Китая и повышение тарифов на импорт и экспорт до 20 % вместо установленных иностранцами 5 %. Таким образом, Ван Тао в своей экономической доктрине оставался государственником-традиционалистом, который всецело поддерживал центральную роль государства не только в определении экономической политики, но и в управлении экономикой. Это было, однако, немыслимо без политической реформы.

### Политическая реформа
Формально политические взгляды Ван Тао были ортодоксальными конфуцианскими, поскольку он всегда ссылался на древнекитайские образцы и никогда не порывал с идеалом просвещённого правителя и учёных-чиновников, которые служат власти и подают народу личный пример. Как показал Ли Цзифан, конечный идеал общественного развития составляло для Ван Тао Великое единение (Датун), которое он понимал и как политическое объединение всех государств земли. Это давало ключ к его пониманию конфуцианских категорий, которые он считал своего рода архетипами, которые Дао проявляет в разных культурах и учениях Востока и Запада. Конфуцианские ценности будут постепенно распространяться по всему миру, с другой стороны, Китай со временем усвоит науку Запада, и это приблизит Великое единение. В известной степени это предвосхитило построения Кан Ювэя; возможно, что Кан использовал некоторые аспекты учения Ван Тао, с которым был знаком лично.
Это парадоксальным образом уживалось с представлениями Ван Тао о том, что после Цинь политическая система Китая лишь деградировала. Похвалы, расточаемые мыслителем в адрес западного образа жизни, относились и к тому, что на Западе удалось реализовать политические идеалы Китая глубокой древности («дух Трёх династий»), за исключением конфуцианского ритуала. Китаю также следовало возродить дух древности, что не означало ретроградства и архаизаторства. Призывы Ван Тао объяснялись политической практикой его времени и, прежде всего, — продажей должностей с целью пополнения государственного бюджета. Если в 1840 году 29 % всех местных чиновников четвёртого — седьмого рангов (включая префектов и магистратов) получали места путём покупки, то в 1871 году этот показатель достиг 51 % и в 1895 году — 49 %. Порочность подобной практики отлично понимали современники, в том числе из-за того, что это обесценивало всю конфуцианскую идеологию. По мнению Ван Тао, даже в существующем виде, со всеми несовершенствами, но действующая система экзаменов была несравнимо лучше для государства, чем торговля должностями. Ван Тао также ратовал за улучшение эффективности госаппарата, прекращения совмещения должностей и столкновения полномочий (когда в одной провинции назначались и губернатор, и генерал-губернатор), а также увеличение срока службы на одном месте.
В редакционных статьях 1870-х годов Ван Тао выдвинул целую политическую теорию, которая явно испытывала влияние учения Хуан Цзунси. Последний разделял законы, написанные для народа, и антинародные законы; в эпоху Трёх династий власть и народ ещё составляли единое целое, законов было немного, они были ёмки, кратки и понятны всем. После Цинь власть окончательно оторвалась от народа; по мере усложнения бюрократии в ней самой сложились центры власти, не контактирующие друг с другом: формально всесильный император является таковым для чиновников, тогда как для простого народа государь подобен Небу, а всесильным владыкой является чиновник. Интерес к западному парламентаризму и народному представительству коренился именно в осознании данной проблемы. Ван Тао никогда прямо не высказывался о применимости парламентской модели для Китая, но очень много писал о её преимуществах на Западе. Для него эти вопросы стали актуальными после франко-китайской войны 1884 года, когда он попытался описать парламентский строй как такую систему, при которой в отношениях правителя и народа царит полное единодушие. «Если бы система установлений западных стран существовала в Китае, то всё население бы поднялось на оборону страны». П. Коэн писал, что подобные взгляды были широко распространены в Японии 1870-х годов, аргументируя взгляды конституционалистов. Из этого следует, что симпатии Ван Тао к парламентскому строю исходили из традиционных конфуцианских предпосылок, и ни демократией, ни либерализмом он не заинтересовался.

## Конфуцианское каноноведение
Основная часть комментариев Ван Тао к конфуцианской классике не издавалась, а некоторые рукописи были безвозвратно утрачены. При этом существенным подспорьем для понимания им канона являются комментарии к английским переводам Джеймса Легга, который сам признавал, что основным источником при комментировании «Ши цзина», «Чунь цю», «Цзо чжуани» и «Ли цзи» являлись составленные Ван Тао компендиумы. Ранее Легг издал переводы Четверокнижия при помощи Хуан Шэна и Ло Сяна, остальная часть его конфуцианских переводов исполнялась при содействии Ван Тао. По упоминаниям в издательских проспектах и переписке можно заключить, что Ван Тао составил 10 трудов с комментариями к конфуцианским канонам, восемь из которых были исполнены для работы с Джеймсом Леггом.
Ли Цзифан в своей диссертации 1973 года рассмотрел сохранившиеся рукописные комментарии Ван Тао. Рукопись «Мао-ши чжиши» в 30 цзюанях преимущественно была основана на комментариях Чжэн Сюаня, авторитетного каноноведа, чьим школьным другом был отец Ван Тао. Он также пользовался комментариями известных цинских учёных Дуань Юйцая и Ху Чэнгуна. Преимущественно его комментарий посвящён обзору лексических значений и произношения каждого слова, интерпретации упомянутых персонажей, гидронимов и топонимов и прочего. Легг утверждал, что всего Ван Тао задействовал в своём комментарии 124 различных исследования. Поскольку Легг считал комментарий Чжэн Сюаня превосходным во всех отношениях, Ван Тао решил не печатать собственной компиляции и даже не поместил упоминания о ней в свою аннотированную библиографию. При составлении компендиума комментариев Ван Тао руководствовался максимой Конфуция «передавать, а не творить»; иными словами, он отбирал подходящие ему комментарии и глоссы к каждому из стихотворений «Ши цзина». При отборе комментариев он проявил недюжинную эрудицию, которая позволяла ему отбирать необходимое из большого круга текстов. Основные же комментаторы задавали концептуальную программу: тексты Дуань Юйцая использовались для комментирования интерполяций, искажений и ошибок при передаче текста; глоссы Ху Чэнгуна — для раскрытия «скрытого, но значимого»; и Чжэн Сюаня — для филологических аспектов. Наконец, если оставались некие тёмные или сомнительные моменты, которые, на взгляд Ван Тао, не были разъяснены основными комментаторами, он обращался к другим источникам.
Самый объёмный из рукописных комментариев Ван Тао касался летописи «Чунь цю» с обрамляющим её текстом «Цзо чжуани». Этот компендиум включал 60 цзюаней. Известно, что автор высоко ценил свою компиляцию и хотел её опубликовать для удобства китайских учёных, но из-за больших расходов и снижения интереса к каноноведению так и не сумел этого сделать. За основу он принял метод комментатора III века Ду Юя, который охарактеризовал географические реалии текста, фонологию иероглифики для древности и эпохи Цзинь. Ван Тао осознавал, что понимание канона менялось с течением времени, как и язык, и стремился отразить эту динамику в комментарии.
Ван Тао посвятил три трактата астрономическим явлениям, упоминаемым в «Чунь цю». Первый касался расчёта первого дня лунных месяцев, вставных месяцев и дат солнцестояния; второй содержал таблицу начала лунных месяцев и дополнительных лун, третий — содержал привязку упоминаемых в летописи событий к солнечным и лунным затмениям. В 1889 году они впервые увидели свет в Шанхае. Эталонное издание в одной книге увидело свет в Пекине в 1959 году (издательство «Чжунхуа шуцзюй»). Это была редакция Цзэн Цзыляна, который убрал повторяющиеся места и 12 маловажных пассажей. Ван Тао обратился к этой тематике, найдя астрономический комментарий Джона Чалмерса и Яо Вэньтяня для легговского перевода «Шу цзина» неудовлетворительным. Ван Тао писал об ошибках Чалмерсу лично в 1868 году, находясь в Шотландии. Проведя расчёты, Ван обнаружил 25 математических ошибок в «Чунь цю» и 17 в «Цзо чжуани», что могло объясняться ошибками, непреднамеренно внесёнными компиляторами древнего текста. Ван Тао открыл, что датировка в обоих текстах сделана по разным календарям — чжоуском в «Чунь цю» и царства Цзинь в «Цзо чжуани» (первый лунный месяц чжоуского цикла соответствовал 11-му в цзиньском).
Неудивительно, что вышедший в 1872 году легговский перевод «Чунь цю Цзо чжуань» содержал заметно более полный набор комментариев. Ван Тао проводил предварительную работу по составлению комментариев к «И цзину» и «Ли цзи», но его компиляции невелики по объёму, включая лишь по одному цзюаню. Он никогда не пытался их публиковать, и они сохранились в рукописях. Сохранившаяся рукопись комментариев к «И цзину» включает только разъяснения различных порядков гексаграмм, а «Десять крыльев» — древний обрамляющий комментарий — вообще не затронут. Рукопись комментария к «Ли цзи», вероятно, была испорчена или не закончена, поскольку комментирует только 31 из 49 частей канона, а главы 1—17 перепутаны и содержат лакуны.
Ван Тао писал комментарии к конфуцианским текстам и после окончания работы с Леггом. Ни один из них не был опубликован, не сохранились и рукописи. Вероятно, он писал их для собственных нужд. Первый был объёмный текст в 24 цзюаня — сопоставление авторитетных комментариев учёных эпохи Цин, изданных Жуань Юанем; второй — в 8 цзюанях — заметки к собранию цинских комментариев. Ван Тао полагал, что эпоха Цин была очень плодотворной для текстологических исследований, и ставил авторитет цинских учёных выше, чем комментаторов эпохи Хань и Тан. Вместе с тем он считал, что хороших каноноведческих работ создано больше, чем опубликовал Жуань Юань, и нужно искать неизвестные широкой публике сочинения и представлять их не в хронологическом порядке, а располагая по канонам, которым они посвящены.

## Ван Тао — литератор

### Поэзия
Любовь к изящной словесности была привита Ван Тао отцом, и он до конца жизни так или иначе возвращался к поэзии и прозе. В стихосложении его наставляли учитель Гу Син и друг юности Ян Синпу, и уже в 21 год Ван Тао накопил солидный архив поэтических произведений, их было несколько сотен. Однако только в 1880 году в Гонконге он опубликовал поэтический сборник Хэнхуа куан шилу, он составлял 5 цзюаней и 543 стихотворения. В 1890 году Ван Тао переиздал его, добавив один цзюань (87 текстов). Цзюани 5 и 6 посвящены почти исключительно поэтическим впечатлениям от поездки в Японию. В предисловии к Хэнхуа куан шилу Ван Тао не скрывал, что отлично осознаёт своё место в литературе, и признавал себя второстепенным поэтом. Он не следовал архаизаторским тенденциям в поэзии своего времени, но его не заинтересовали и эксперименты Хуан Цзуньсяня. По мнению Ван Тао, значение поэтического языка заключается в отображении интересов и переживаний отдельной частной жизни. Он культивировал поэзию спонтанных чувств, и его лирика была своеобразной формой дневника. Главным источником для поэзии Ван Тао был он сам. Обычная для Китая пейзажная лирика также была редкостью в сборниках Ван Тао, он не любил передавать собственные чувства через аллегории ветра, снега, луны или растительности. Например, после смерти первой жены и матери Ван Тао написал несколько длинных стихотворений, в которых изливал печаль и тоску. При этом он нуждался в узкой дружеской аудитории, в которой можно было проявлять свои истинные чувства; поэтому от пребывания в Англии осталось немного произведений. Напротив, в Японии, где Ван Тао впервые осознал себя важной персоной, он создал множество стихотворных зарисовок, в которых выражается счастье от общения с друзьями, поклонниками и гейшами. В целом поэтический язык Ван Тао был стандартным для китайской традиционной поэзии, он не пытался выходить за пределы определённой школярским каноном тематики, рифм и отработанных веками тропов. Он, однако, не любил аллюзий и предпочитал выражать свои чувства прямо, простым языком. Виртуозность проявлялась в богатстве поэтического словаря и умении комбинировать традиционные образы. Например, в стихотворении о расставании он использовал следующее сравнение: «проще заделать трещину в небе, чем вернуть безответную любовь».

### Проза
Новеллы Ван Тао пользовались популярностью у современников и часто переиздавались до конца XIX века. Ли Цзифан в содержательном отношении делил их на четыре категории. Во-первых, это рассказы о жизни куртизанок и актёров, чаще всего реалистические, в форме случайных заметок. В силу отсутствия сюжета они сравнительно однообразны. В новеллах такого типа постоянным элементом являются стихотворные вставки, описывающие красоту героинь. Ли Цзифан утверждал, что литературный уровень такого типа произведений невысок. Поскольку Ван Тао всю жизнь был завсегдатаем «весёлых кварталов», многие героини новелл, несомненно, были описаны непосредственным наблюдателем. Эти тексты могут быть использованы как исторический источник, поскольку содержат информацию о семьях куртизанок, их уровне образования и доходов и прочем. Вторая группа новелл Ван Тао — псевдоисторические повествования, которые чаще всего касаются Тайпинского восстания, причём чаще всего на анекдотические темы или о никому не известных людях. Однако есть и несколько точных жизнеописаний тайпинов обоих полов, которые трагически погибли во имя долга или добродетели. Большинство новелл такого типа были опубликованы в сборнике 1875 года. Третья группа рассказов Ван Тао — повествования о духах, привидениях и чудесах, изданных в 1884 году в составе двух сборников. Именно в этих новеллах проявилось сильное влияние Пу Сунлина: привидения и духи существуют на фоне сугубо реалистического описания социальной и семейной жизни китайцев того времени. Наконец, в четвёртой группе рассказов Ван Тао действуют люди Запада и встречаются элементы иностранной культуры. Ван Тао был плодовитым писателем: по подсчётам Ли Цзифана, в сборниках о куртизанках помещено 182 новеллы и 37 — о мальчиках-актёрах, в сборнике о героях Тайпинского восстания — 133 новеллы, 113 — в сборниках о людях Запада, и опубликованы два сборника о духах и привидениях, в первом из которых 119 текстов, а в другом — 64.
Рассказы Ван Тао написаны на вэньяне, и многие из них основывались на классических сяошо III—V веков. Их нередко переиздавали пиратским образом издатели провинции Цзянсу, а один из сборников о духах и привидениях был даже приписан Пу Сунлину и вышел под названием Хоу Ляо Чжай чжии («Дополнение к странным историям из кабинета неудачника»). В общем, Ли Цзифан указывал, что и в новеллистике, как и в поэзии, Ван Тао не вышел за пределы избитых тем и сюжетов, хотя и выделялся на общем фоне свежестью языка. Более разнообразны его тексты — эссе и биографии — на иностранные темы. Как правило, он использовал материалы периодической печати и истории, реже — использование собственного опыта с введением вымышленного сюжета. Чаще всего Ван Тао пытался просвещать своих читателей, что заметно даже по заглавиям: «Скверные порядки в Российском правительстве», «Морская оборона Англии», «Древности Египта», «Железная дорога в Калифорнии», «Воздухоплавание на Западе», «Происхождение книгопечатания на Западе», «Древний календарь евреев» и т. д. Много биографий: Ван Тао представил для китайского читателя историю Жанны д’Арк, Христофора Колумба, Фрэнсиса Бэкона, Давида Ливингстона и других. Из описания Жанны Ван Тао полностью убрал агиографию, оставив только патриотизм женщины-героини, понятный конфуцианскому читателю. Биография Колумба была написана в честь 400-летия открытия Америки для миссионерского журнала и показывала значение его подвига для всего существующего мира.
Оригинальных новелл на западные темы у Ван Тао было немного. Ли Цзифан приводил в пример Мэйли сяо чжуань («Краткая история жизни Мэри») из сборника 1875 года Сунъинь маньлу. Сюжет представлял собой причудливое смешение китайской новеллистики и английской готической прозы. Главная героиня — англичанка Мэри, дочь уважаемого профессора, в которую влюблён ученик профессора Юэхань (Джон). Они тайно встречаются в мрачной резиденции некоего дворянина неподалёку, который, однако, потворствует их отношениям. Далее, по настоянию родителей, Мэри выходит замуж за Ли Симэня (Саймон Ли), но Джон раскрывает ему свою тайну. Опозоренный Саймон совершает самоубийство, Мэри больше не может жить в родном городе. Чтобы позабыть о бедах, она отправляется в Китай, где выходит замуж за молодого китайского дипломата Фэн Юйтяня, который ранее бывал в Англии. Джон, не оставляя надежды найти Мэри, также отправляется в Шанхай, но она не желает продолжать отношения с ним. В порыве ярости он убивает её. Ли Цзифан, комментируя, заметил, что при всей банальности этой истории она примечательна тем, что китайская читающая публика уже в 1870-е годы была готова экспериментировать и выходить за пределы привычных тем и форм. Для китайской литературы в новелле о Мэри и Джоне необычным было всё: среди четверых героев нет чётко обозначенных положительных и отрицательных персонажей. В конфуцианской морали, транслируемой на литературу, отношения, подобные описанным Ван Тао, были вообще немыслимы. Героиня, имевшая внебрачную связь, никогда не могла быть положительным персонажем в традиционной китайской литературе. Отсутствовал и дидактический комментарий. В отличие от традиционных новелл, повествование многопланово, а для связки сюжетных переходов служат соответствующие элементы: Мэри видит имя Джона в списке пассажиров прибывающего в Шанхай парохода и предчувствует беду. Наконец, история заканчивается трагедией без морали или истории отмщения. Ни слова не говорится и о судьбе Фэна после гибели Мэри. Таким образом, Ван Тао почти подошёл к выходу за пределы традиционной литературы и в известной степени подготовил китайскую публику к восприятию переведённых с европейских языков художественных произведений.

## Память
Личность Ван Тао и его вклад в налаживание связей между Китаем и западными странами не были забыты после его кончины. По замечанию Цуй Вая, значительную часть выходивших в свет исследований составляют его биографии. В первой половине XX века особый интерес у исследователей вызывало общение Ван Тао с реформаторами круга Кан Ювэя и молодым Сунь Ятсеном. В Китае после 1949 года его вклад замалчивался, поскольку Ван Тао был тесно связан с миссионерами и с пропагандой Запада. Он также подвергался жёсткой критике за то, что не примкнул к тайпинам и даже был «цепным псом империализма», помогавшим западным оккупантам (Ло Эрган). Только в 1983 году Синь Пин опубликовал исследование зигзагов биографии Ван Тао через призму его многочисленных псевдонимов. Между 1990 и 1994 годами в Китае были опубликованы как минимум четыре биографии Ван Тао, написанные Синь Пином, Чжан Чжичунем, Чжан Хайлином и Куан Япином. Чжан Чжичунь включил в своё исследование сведения о первых упоминаниях всех литературных произведений Ван Тао. В 1980—1990-х годах были переизданы практически все сочинения Ван Тао, включая эпистолярное наследие и беллетристические опыты.
Первым западным исследованием, посвящённым Ван Тао, стала книга Генри Макалеви 1953 года Wang Tʻao (1828?-1890) the life and writings of a displaced person, основанная на лекции в Лондонском обществе. Основное внимание автора было уделено биографии Ван Тао до отъезда в Европу. Наследию мыслителя были посвящены диссертации Ли Цзифана (Висконсинский университет, 1973), Яо Хайци (Тайбэйский университет, 1981) и Цуй Вая (Эдинбургский университет, 2010). Яо Хайци попытался представить систему взглядов Ван Тао как целостную и внутренне непротиворечивую, но эта гипотеза так и не утвердилась в исторической науке. В диссертации Ли Цзифана были рассмотрены многочисленные аспекты биографии Ван Тао, и особое место было уделено проблеме его сотрудничества с тайпинами. В диссертации Цуй Вая специально рассматривались путевые записки Ван Тао в контексте всей китайской литературы о путешествиях.
В 1974 году Пол Коэн опубликовал комплексное исследование Between Tradition and Modernity: Wang Tao and Reform in Late Qing China, которое Цуй Вай назвал «пионерским». Оно переиздавалось в 1987 и 2003 годах. Главным открытием П. Коэна было доказательство факта, что Ван Тао так никогда и не смог оторваться от китайской традиции, и в этой связи выясняется, что он так и не создал целостного учения и не смог даже для себя самого примирить ключевые противоречия между западным миром и Китаем. В 2002 году в Гонконге увидел свет представительный сборник статей Wang Tao and the Modern World, в котором была показана многосторонняя деятельность первого китайского журналиста, а также его взгляды на актуальные для Китая XIX века предметы. В российской историографии Ван Тао практически неизвестен, а упоминания о нём в синологической литературе — единичны.
В современном городе Лучжи в 1998 году создан мемориальный комплекс памяти Ван Тао, в который входят дом-музей, выставочный зал с бронзовым бюстом мыслителя и другие объекты.

## Комментарии
1. ↑  Урождённый Ван Либинь (王利宾); второе имя Ланьин (兰瀛). В 18-летнем возрасте взял имя Ван Хань (王瀚) и второе имя Ланьцзинь; прозвище Чжунтао. Пользовался огромным числом литературных псевдонимов: Цзыцюань («Высочайшая истина», 紫诠), Ланьцин, Таоюань и др. Полный список приведён в диссертации Ли Цзифана[1].
2. ↑  Это не соответствовало действительности: Ван Тао пытался сдавать экзамены в 1848, 1852, 1856 и 1859 годах в Куншани. Все эти попытки заканчивались безрезультатно[9].
3. ↑  «Длинноволосыми» цинские каратели презрительно именовали тайпинов, носивших древнюю китайскую причёску, а не косу. Чжуанъюань — звание победителя на столичных экзаменах, что давало преимущественное право занятия высоких должностей.
4. ↑  В Нью-Йоркской публичной библиотеке сохранились рукописи компиляций Ван Тао для работ Легга. Это комментарий Мао-ши Ши-цзин в 30 цзюанях, Ли-цзи цзи-ши, а также Чунь-цю Цзо-чжуань цзи-ши в 60 цзюанях. Были и другие неопубликованные комментарии, которые он сам описал в одной из книг 1889 года[50].
5. ↑  П. Коэн утверждал, что это соответствовало действительности. В 1840—1850-х годах трое китайцев — Yung Wing, Wong Shing и Wong Foon — обучались в Европе, но у них не было традиционного конфуцианского образования, полученного на родине. Только в 1870-е годы образованные китайские дипломаты и студенты стали регулярно посещать страны Европы и Северной Америки[55].
6. ↑  Сохранился счёт Британского музея, который свидетельствует, что в октябре 1869 года Ван Тао продал в коллекцию 203 сочинения в 712 цзюанях за 65 фунтов стерлингов и 10 шиллингов[62].
7. ↑  В этом же издательстве появилась на китайском языке первая книга по истории Гонконга — Сянган цзацзи, написанная Чэнь Юйсюнем в 1894 году.
8. ↑  Ещё в 1877 году Ван страдал от гемоптизиса, а в 1880 году с трудом оправился от тяжёлого воспаления лёгких и воспаления глаз, из-за чего временно не мог читать. Японский конфуцианец Ока Сэндзин, который познакомился с Ван Тао в Японии и навестил его в Шанхае в 1884 году, утверждал, что журналист был зависим от опиума[77].
9. ↑  кит. упр. 中东战事本末, пиньинь zhōngdōng zhànshì běnmò — «История японо-китайской войны».
10. ↑  Во второй половине XIX века в Китае были очень популярны труды о России, написанные Вэй Юанем и Линь Цзэсюем. Они описывали Российскую империю как государство, внушающее беспокойство сопредельным странам, и предсказывали, что «наибольшее беспокойство Китаю предстоит от России»[99].
11. ↑  «Четыре моря» (кит. трад. 四海, пиньинь sìhǎi) — поэтическое название Китая в древности.
12. ↑  «Люди сами делают свою историю, но они её делают не так, как им вздумается, при обстоятельствах, которые не сами они выбрали, а которые непосредственно имеются налицо, даны им и перешли от прошлого. Традиции всех мёртвых поколений тяготеют, как кошмар, над умами живых»[110].
13. ↑  Русский дипломат И. Я. Коростовец в 1896 году утверждал, что «телеграф больше сделал для усиления центральной власти и вообще для централизации империи, чем какие бы то ни было законоположения»[130].